# Byzantijnse Rijk
Het Byzantijnse Rijk (Grieks: Βυζαντινή Αυτοκρατορία) (kortweg Byzantium of Oost-Romeinse Rijk, Grieks: Βασιλεία Ρωμαίων, Basileía Rhōmaíōn, Romeinse Rijk, ook wel Romania, Grieks: Ῥωμανία, Rhōmanía) was de voortzetting van het Romeinse Rijk in de oostelijke provincies dat in de late oudheid en de daaropvolgende middeleeuwen een groot deel van het oostelijke Middellandse Zeegebied besloeg, met als hoofdstad Constantinopel.

## Inleiding
Wat nu het Romeinse Rijk wordt genoemd, was de overgebleven oostelijke helft van het Romeinse Rijk, nadat het westelijke deel, het West-Romeinse Rijk, uiteindelijk ten onder was gegaan door onder andere de Grote Volksverhuizing en interne instabiliteit tijdens de 5e eeuw. Hoewel de cultuur, de religie en de taal van het rijk vanaf de Herakliden overwegend Grieks waren, beschouwden de Byzantijnen zichzelf als inwoners van het Romeinse Rijk, en zagen hun heersers zich niet alleen als de opvolgers van de Romeinse keizers maar zelfs als een ononderbroken continuering hiervan. De inwoners hebben zichzelf dan ook nooit Byzantijnen genoemd. De naam Byzantijnse Rijk werd pas ten tijde van de renaissance bedacht en raakte vanaf de 20e eeuw in zwang onder historici die onderscheid wilden maken met het oorspronkelijke, nog verenigde Latijnstalige Romeinse Rijk. Het Griekstalige Byzantijnse rijk vormde lange tijd een buffer tussen West-Europa en het Arabische Rijk en de Centraal-Aziatische rijken als de Seltsjoeken en de Mongolen.
Het Byzantijnse Rijk had een grote invloed op de cultuur en kennis in West-Europa. Zo werd via de Byzantijnen de wetenschap in de Oudheid, voor zover die bewaard gebleven was bij de Byzantijnen (en ook bij de Arabieren), opnieuw geïntroduceerd in Europa. Vanaf 1204, het jaar dat de kruisvaarders Constantinopel plunderden en het rijk definitief op zijn retour raakte, kwam er een grote uittocht op gang van Byzantijnse intellectuelen en kunstenaars naar het steeds welvarender wordende Europa. Met name voor Italië betekende dit een belangrijke stimulans voor de renaissance.
In de laatste eeuwen van zijn bestaan was het rijk geslonken tot een klein gebied in West-Anatolië en Griekenland, vooral door verliezen aan de Turkse Ottomanen. In 1453 kwam er definitief een einde aan het Byzantijnse Rijk, toen Constantinopel door de Ottomaanse sultan Mehmet II werd veroverd die zich daarop keizer van het Romeinse Rijk noemde en zich hierbij geroepen voelde om verder de rest van het Romeinse Rijk te heroveren.

## Geschiedenis, korte versie

### 330 – 650: verwijdering van westers christendom
Constantinopel is in 330 gesticht, waarna het politieke centrum van het Romeinse Rijk hierheen werd verplaatst. In 395 deelde Theodosius I het Rijk administratief op in een oostelijk deel, bestuurd vanuit Constantinopel, en een westelijk deel, eerst bestuurd vanuit Rome, vanaf 402 vanuit Ravenna.
In de periode 457-518 werd het Oost-Romeinse Rijk geschokt door verscheidene ketterse bewegingen. De Oost-Romeinse heersers probeerden afscheidingstendensen van Egypte en Syrië te ondervangen door een monofysitisch-gezind beleid te voeren.
Justinianus I (527-565) veroverde Italië, Zuid-Spanje en gebieden in Noord-Afrika.
Na 568 verliest Constantinopel het grootste deel van Italië aan de Longobarden, Zuid-Spanje aan de Visigoten, en de Afrikaanse gebieden aan de Arabieren.
Onder Herakleios (610-641) veroveren de Arabieren Armenië, Syrië, Palestina en Byzantijns Egypte.
De keizerlijke Byzantijnse macht groeide naar absolutisme. Latijn wordt door Grieks vervangen. Het Oost-Romeinse Rijk wordt het Byzantijnse Rijk.

### 650 – 867: iconoclasme
Byzantium weerstond het opkomende Bulgaarse rijk in Europa, maar verloor vanaf 754 het exarchaat Ravenna aan de Franken die er de Pauselijke Staat creëerden.
Byzantium hield de Arabieren buiten Klein-Azië, maar verloor in 826 wel Kreta aan de Arabieren.
De beeldenstrijd oftewel iconoclasme (726-843) had het rijk zowel innerlijk verdeeld als uiterlijk verzwakt, en had de banden met de kerk van Rome zeer geschaad. Het herstel van de orthodox-christelijke eenheid (843) en daaropvolgende culturele opleving herstelden de inwendige kracht van het Byzantijnse Rijk.

### 867 – 1057: bloeiperiode
Basileios I (867-886) veroverde gebied tot aan de bovenloop van de Eufraat en een deel van Zuid-Italië. Basileios II (976-1025) vernietigde het Bulgaarse Rijk en bekeerde het Kievse Rijk tot het Byzantijnse christendom.
Byzantiums politiek-religieuze zelfstandigheid liep via het schisma van Photios I van Constantinopel in 867 en het Oosters Schisma van 1054 uit op een diepe breuk met het pauselijke Rome. Midden 11e eeuw drongen de Seldjoekse Turken door tot in Klein-Azië, Hongaren en Petsjenegen ageerden aan de Donau, Normandische vorsten in Zuid-Italië.

### 1057 – 1453: verval
Sociaal-economisch takelt het rijk af. De contacten met het Westen brengen meer haat op dan baat. Het bondgenootschap met Venetië vergt een hoge prijs. De Kruistochten leiden in 1204 tot inneming van Constantinopel door de Latijnen die er een Latijns keizerrijk stichten, het Byzantijnse Rijk valt terug op Epirus, Trebizonde en Nicea. In 1261 wordt vanuit Nicea een kernrijk met Constantinopel als hoofdstad hersteld.
Financieel verzwakt, sociaal en religieus nutteloos in het geweer, schrompelt het rijk daarna langzaam ineen. Rond 1350 hebben de Osmaanse Turken heel Klein-Azië veroverd, en ook in Europa dringen volken op, zoals de Bulgaren en de Slavische volkeren. Begin 15e eeuw knabbelen de Turken ook aan het Europese grondgebied van de Byzantijnen, totdat ze in 1453 uiteindelijk de hoofdstad Constantinopel veroveren.

## Geschiedenis, lange versie

### De Tetrarchie

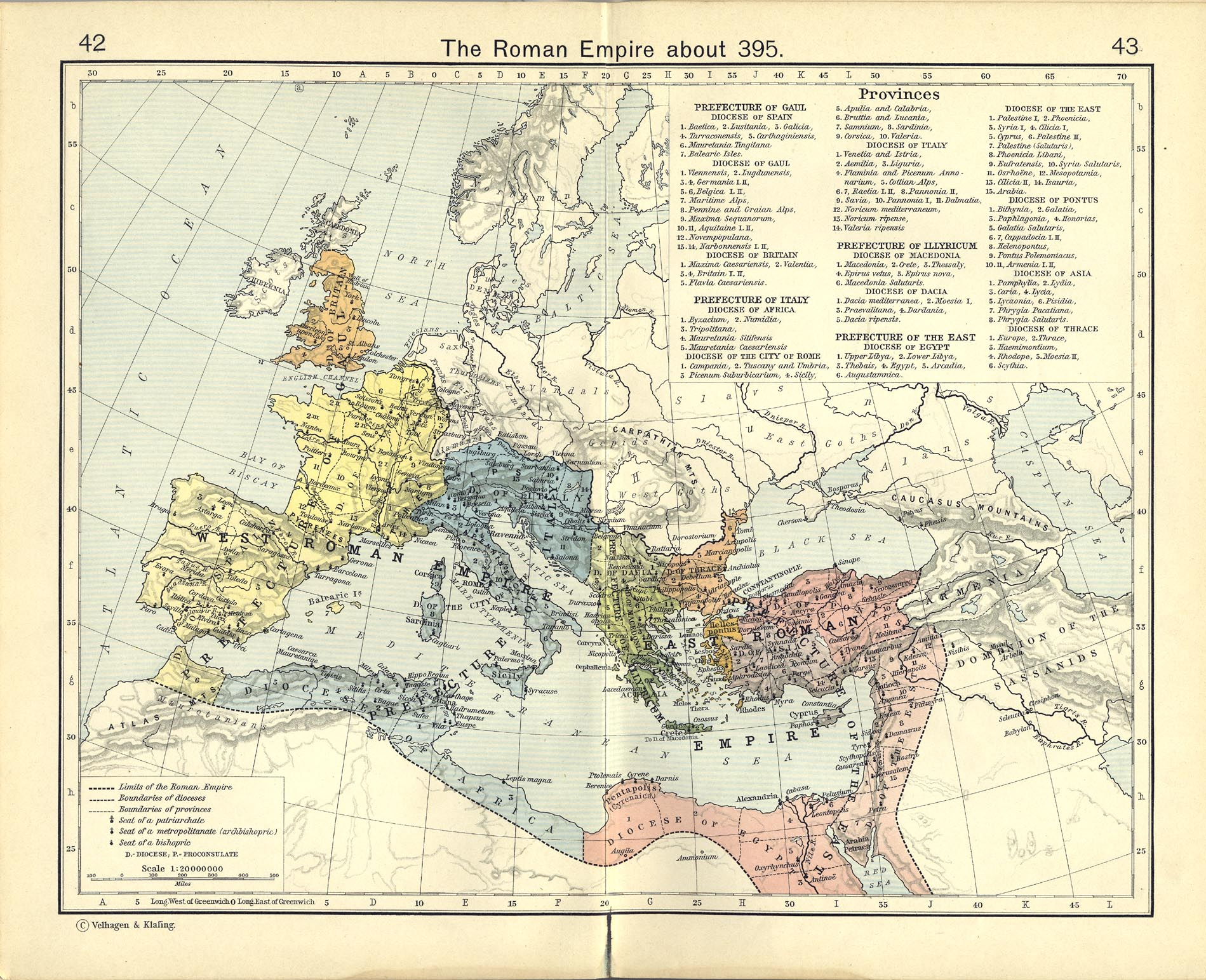
Kaart van het Romeinse Rijk omstreeks 395. Getoond worden de verdelingen van het Rijk in: Gallië, Italië, Illyricum en Oriënt, grofweg de vier zones die door Diocletianus werden ingesteld.

De 3e eeuw stond voor het Romeinse Rijk in het teken van drie crises: aanvallen van buitenaf, burgeroorlogen en een zwakke economie. Langzamerhand werd Rome steeds minder belangrijk als centrum van het eens zo machtige Romeinse Rijk. De crisis van de 3e eeuw maakte de tekorten zichtbaar van het regeringsstelsel dat Augustus had ingesteld om het immense Rijk te kunnen besturen. Zijn opvolgers hadden weliswaar enige aanpassingen doorgevoerd, maar de gebeurtenissen van die tijd maakten duidelijk dat een nieuw, meer gecentraliseerd en uniform systeem nodig was.
Diocletianus was verantwoordelijk voor een nieuw bestuurssysteem, de tetrarchie. Hij stelde een medekeizer of Augustus aan. Elke Augustus moest dan een jongere collega aannemen, de Caesar, die in het bestuur deelde en uiteindelijk zijn oudere partner zou opvolgen. Nadat Diocletianus en Maximianus echter afstand van de troon hadden gedaan, zakte de tetrarchie in elkaar, om door Constantijn de Grote te worden vervangen door een systeem van dynastieke, dat wil zeggen erfelijke troonopvolging.

### Constantijn de Grote en zijn opvolgers
Constantijn verplaatste in 330 de hoofdstad van het Romeinse Rijk naar Byzantium, dat werd omgedoopt tot Nova Roma (Nieuw Rome), maar al snel Constantinopel (stad van Constantijn) werd genoemd. Constantinopel lag zeer gunstig ten opzichte van de handelsroutes tussen Oost en West, was een ideale uitvalsbasis om de Donaugrens te kunnen bewaken en lag dichter bij het oostelijk front waar een bittere strijd werd geleverd tegen de Sassaniden. Ook introduceerde Constantijn belangrijke veranderingen in de burgerlijke en religieuze grondwet. Constantijn begon daarnaast aan de bouw van grote verdedigingsmuren om de stad, die door de eeuwen heen uitgebreid en herbouwd zouden worden. Volgens de Ierse historicus John Bagnell Bury leidde de stichting van Constantinopel tot een permanente scheiding tussen de Oostelijke (Griekse) en Westelijke (Latijnse) helft van het Rijk en was daarmee beslissend voor het verloop van de geschiedenis van Europa.

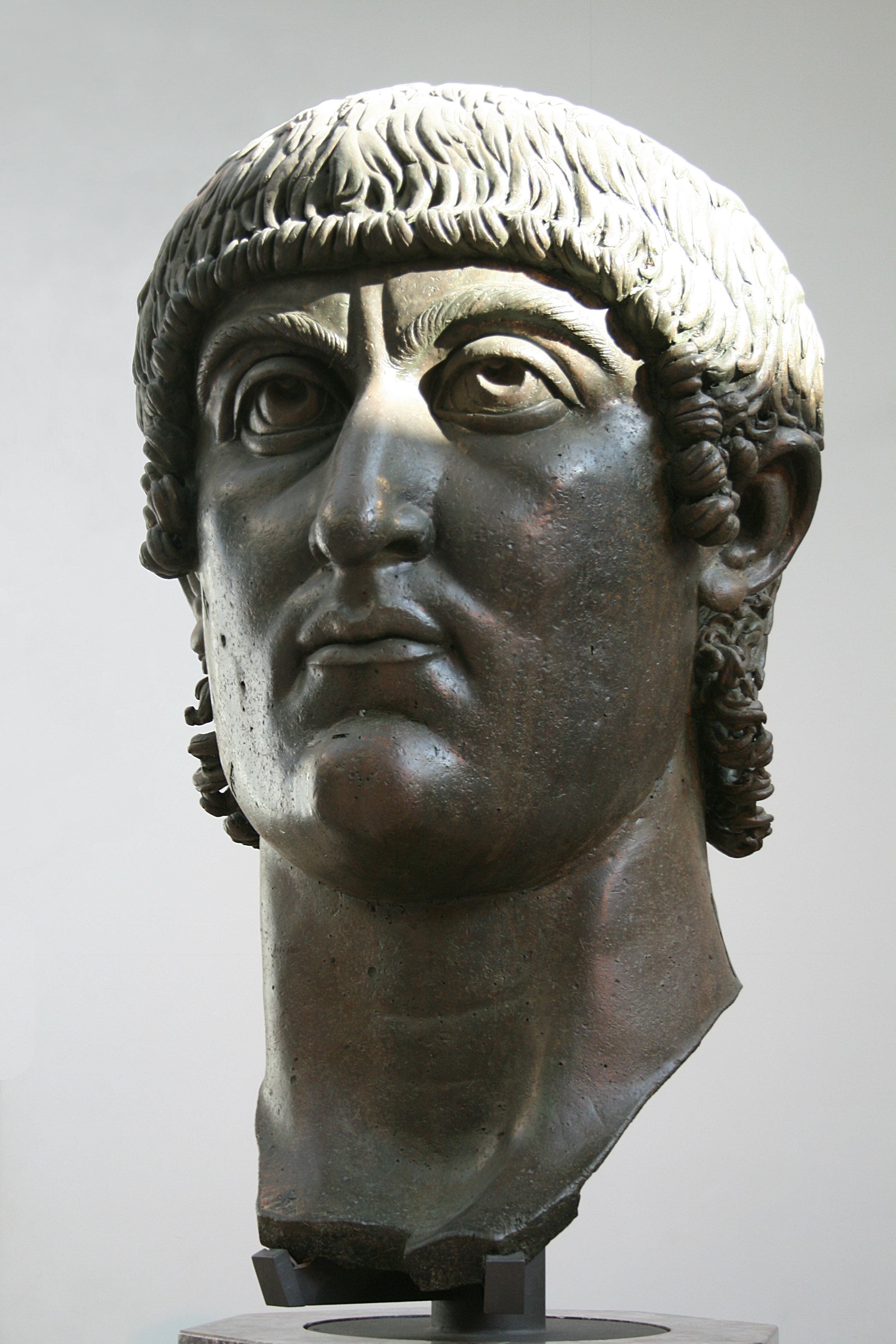
Constantijn de Grote, stichter van Constantinopel

Constantijn breidde de administratieve hervormingen van Diocletianus verder uit. Hij stabiliseerde de munteenheid (de gouden solidus die hij introduceerde werd een munt van hoge waarde en stabiliteit) en voerde veranderingen door in het leger. Constantijn deelde de administratieve verantwoordelijkheden op door de praefectus praetorio, die zowel militaire als civiele functies bekleedde, te vervangen door regionale praefecti die alleen nog civiele autoriteit hadden. In de loop van de 4e eeuw ontstonden hieruit vier grote secties, en de scheiding van civiele en militaire zaken zou tot in de 7e eeuw blijven bestaan.
Het christendom werd onder de heerschappij van Constantijn niet de officiële staatsreligie, maar had wel de keizerlijke voorkeur, aangezien de keizer het christendom steunde met privileges: zo hoefden geestelijken geen belasting te betalen, werden christenen bevoordeeld bij regeringsposten en kregen bisschoppen juridische macht. Constantijn stelde het principe in dat de keizer zelf geen kerkelijke conflicten moest beslechten, maar in plaats daarvan een concilie bijeen zou moeten roepen. Zowel het Eerste Concilie van Arles als het Eerste Concilie van Nicea werd door Constantijn zelf bijeengeroepen.
De daden van Constantijn leidden in 395 uiteindelijk tot de definitieve splitsing van het Romeinse Rijk. De erfelijke troonopvolging was inmiddels zo stevig doorgedrongen dat toen Theodosius I stierf, hij het keizerschap aan allebei zijn zoons doorgaf: Arcadius in het Oosten en Honorius in het Westen. Theodosius was de laatste keizer die over beide helften van het Rijk zou heersen.
Het Oost-Romeinse Rijk maakte evenals het West-Romeinse Rijk grote moeilijkheden mee in de 3e en 4e eeuw, maar waar het westelijke deel steeds dieper in de problemen raakte en uiteindelijke uiteenviel in afzonderlijke delen, lukte het oostelijke deel de grote problemen wel te doorstaan, vooral dankzij de diep gewortelde stedelijke cultuur en betere financiële middelen. Hierdoor kon men invallers vaak afkopen met schattingen en barbaarse huursoldaten aannemen. Gedurende de 5e eeuw werd het Westen overspoeld door vijandelijke legers, terwijl het Oosten hiervan gespaard bleef. Theodosius II versterkte de muren van Constantinopel verder waardoor het zo goed als onmogelijk werd de stad in te nemen; het zou tot 1204 duren totdat de muren voor het eerst door vijandelijke troepen zouden worden ingenomen. Theodosius betaalde de Hunnen van Attila 300 kilo goud om hem met rust te laten. Hij gaf handelaren in Constantinopel die met barbaren handelden zelfs voordelen.
Zijn opvolger, Marcianus, weigerde nog langer de Hunnen te betalen, maar Attila had zijn zinnen toen al op het Westen gezet. Na zijn dood in 453 viel zijn rijk uit elkaar en Constantinopel begon goede relaties met de overblijvende Hunnen op te bouwen. Uiteindelijk zouden zij als huursoldaten voor de Byzantijnen vechten.

### Thracische dynastie

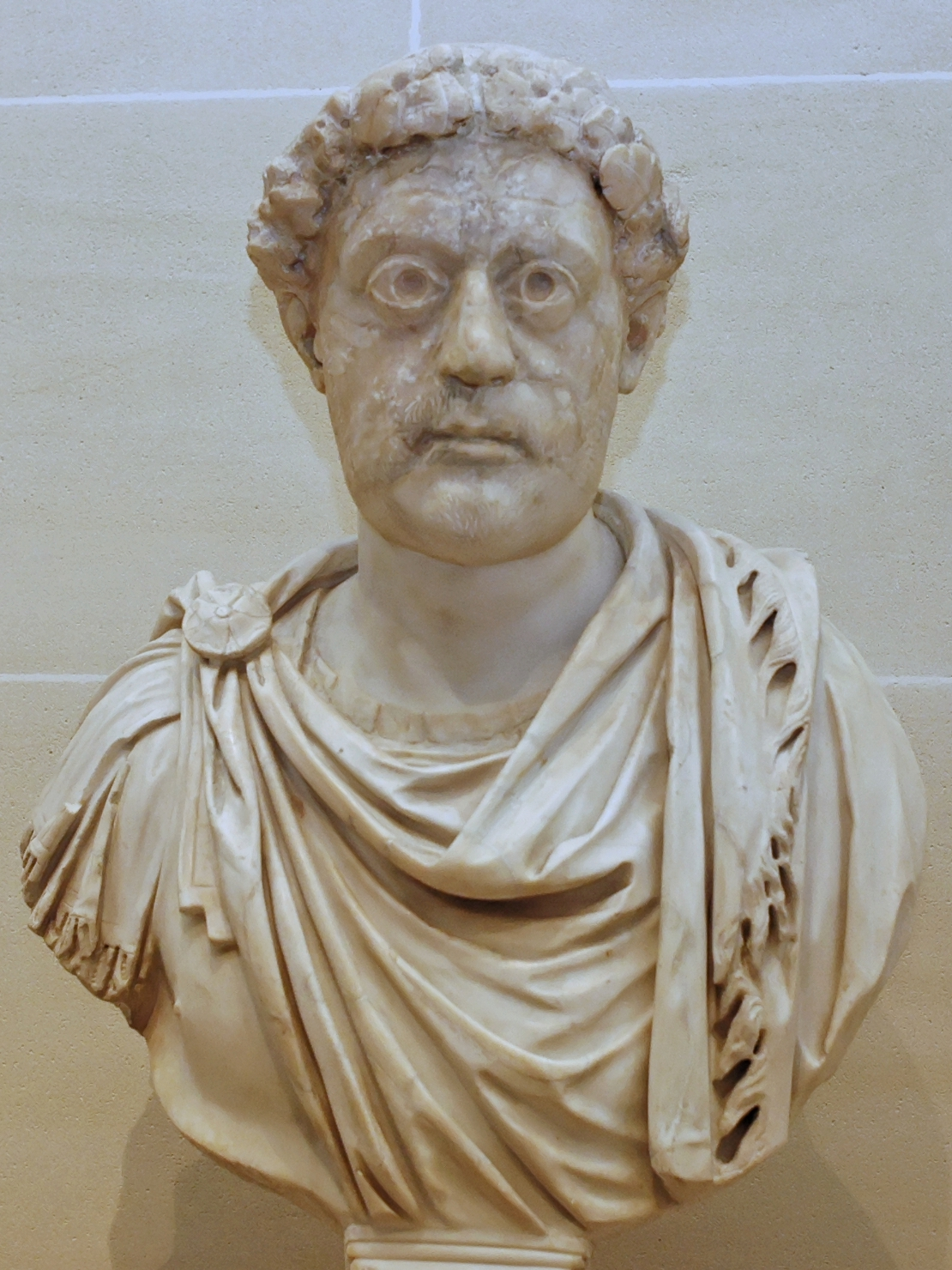
Leo I van Byzantium, keizer van 457 tot 474

Na de val van Attila was de werkelijke macht in het Oost-Romeinse Rijk in handen van de Alaanse generaal Aspar. Leo I was een officier van Aspar en aangezien deze laatste als Ariaans 'barbaar' de Oost-Romeinse troon niet kon claimen, zorgde Aspar er dan maar voor dat Leo het tot keizer schopte. Hierdoor kon Aspar zijn macht op het Oosten van de Romeinse Rijk verder uitbouwen. Leo keerde zich later tegen Aspar. Aspar en zijn zoon Ardabur werden tijdens een opstand in 471 vermoord.
Leo was ook de eerste keizer die zijn kroon niet van een militaire leider ontving, zoals de Romeinse traditie was, maar van de patriarch van Constantinopel. Deze verandering werd blijvend en in de middeleeuwen verdrong de religieus getinte kroning de oude militaire vorm volledig. In 468 had Leo geprobeerd om Noord-Afrika te heroveren op de Vandalen, maar hij faalde. Tegen die tijd was het West-Romeinse Rijk reeds geslonken tot Italië en de landen ten zuiden van de Donau tot de Balkan (de Angelen en Saksen waren Britannia binnengevallen in 410; Spanje werd vanaf 417 langzaam door de Visigoten en de Sueben ingenomen; de Vandalen hadden Africa in handen en de Franken, Bourgondiërs, Bretons, Visigoten en enkele Romeinse achterblijvers streden om Gallië en Theodorik de Grote zou Italië tot 526 leiden).
In 466 huwde Leo zijn dochter Ariadne uit aan de Isauriër Tarasicodissa, als een van de voorwaarden van de alliantie met de Isauriërs. Tarasicodissa nam de naam Zeno aan en toen Leo in 474 stierf volgde Zeno en Ariadnes zoon, Leo II hem op, waarbij Zeno als regent optrad. Toen Leo II in datzelfde jaar stierf werd Zeno keizer. De weduwe van keizer Leo I, Verina zal alle middelen gebruiken om haar schoonzoon van de troon te stoten. Zeno werd in 475 afgezet door haar broer Basiliscus, de generaal die de invasie van Noord-Afrika onder Leo I had geleid, maar twintig maanden later had hij de troon alweer heroverd. Een andere Isauriër, Leontios I, zorgde echter voor nieuwe problemen, toen hij als tegenkeizer werd gekozen.
Al vroeg in Zeno’s regeerperiode, in 476, kwam het Westelijk Rijk ten einde, toen Odoaker Romulus Augustulus afzette als keizer en weigerde hem te vervangen door een nieuwe keizer. Om Italië terug te krijgen kon Zeno alleen maar onderhandelen met de Ostrogoten van Theodorik, die zich hadden gevestigd in Moesië. Hij stuurde Theodorik naar Italië als magister militum per Italiam (meester van het leger voor Italië). Na de val van Odoaker in 493 bestuurde Theodorik Italië zelf en stond slechts formeel gezien onder het gezag van Zeno. Theodorik was de machtigste Germaanse koning van zijn tijd, maar zijn opvolgers misten zijn kwaliteiten en hun Italiaanse koninkrijk raakte rond 530 in verval.
De macht van de Isauriërs eindigde echter toen Anastasius I aan de macht kwam in 491 en hen na een lange oorlog versloeg in 498. Anastiasius ontpopte zich als een energieke hervormer en kundig bestuurder. Hij perfectioneerde Constantijns muntstelsel door een definitief gewicht vast te stellen voor de koperen follis, de munt die het meest gebruikt werd voor alledaagse transacties. Het belastingstelsel werd ook gewijzigd en hij schafte de gehate chrysargyron-belasting af. De schatkist bevatte aan het einde van zijn regeerperiode de enorme hoeveelheid van 320.000 pond goud.

### Justiniaanse dynastie
Justinianus I besteeg de Oost-Romeinse troon in 527 en dit luidde een periode in van Byzantijnse gebiedsuitbreiding in voormalig Romeins territorium. Hij was de zoon van een Illyrische boer, maar had waarschijnlijk tijdens de ambtsperiode van zijn oom, Justinus I, ook al enige macht. Door historici wordt hij vaak de laatste “Romeinse” keizer genoemd aangezien zijn moedertaal het Latijn was en vanwege zijn pogingen om het Westen en Oosten te herenigen.

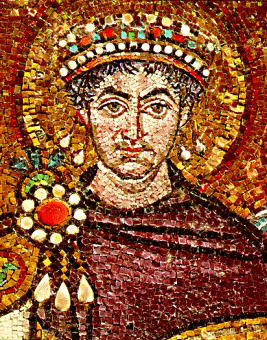
Mozaïekafbeelding van Justinianus in de Basiliek van San Vitale, Ravenna.

De heerschappij van Justinianus begon met oorlog voeren. Van Iberië tot de Arabische Woestijn waren er verschillende campagnes aan het Perzische front. In 532 sloot Justinianus een vredesverdrag met Khusro I, waarmee hij instemde met het betalen van een jaarlijkse schatting aan de Sassaniden. In datzelfde jaar overleefde hij een opstand in Constantinopel (bekend als het Nika-oproer), die eindigde in de dood van dertigduizend opstandelingen. Deze overwinning verstevigde de macht van Justinianus. De veroveringen in het westen begonnen in 533, toen Justinianus zijn generaal Belisarius met een klein leger van ongeveer 15.000 man uitzond om de voormalige provincie Africa te heroveren op de Vandalen. De Vandaalse Oorlog werd verrassend gemakkelijk gewonnen, maar het duurde nog tot 548 voordat de plaatselijke stammen volledig waren onderworpen.
In Ostrogotisch Italië kwam na het overlijden van Theodorik de Grote, diens neef en erfgenaam Athalarik op de troon, die uiteindelijk werd opgevolgd door Theodoriks dochter, Amalasuntha. Ze liet haar neef Theodahad naast haar regeren, een fout die ze uiteindelijk met de dood moest bekopen. Een kleine Byzantijnse expeditie werd in 535 naar Sicilië gestuurd. Paus Agapetus I werd hierop door Theodahad naar Constantinopel gezonden maar hij faalde in zijn missie om vrede te sluiten. Hij slaagde er echter wel in om de monofysitische patriarch Anthimus I af te zetten, hoewel deze gesteund werd door keizerin Theodora I. De Gotische Oorlog verliep aanvankelijk ook voorspoedig, maar de Goten hergroepeerden zich en de uiteindelijke overwinning werd pas in 540 behaald, toen Belisarius Ravenna innam na succesvolle belegeringen van zowel Napels als Rome.
De uitbraak van een grote pestepidemie in het gehele Middellandse Zeegebied gedurende de jaren 541-543 kwam de veroveringsplannen van Justianus niet ten goede. Mede hierdoor slaagden de Ostrogoten erin zich onder Totila te herenigen. Op 17 december 546 heroverden zij Rome; Belisarius werd uiteindelijk door Justinianus in 549 teruggeroepen. Door de komst van een nieuw leger, bestaande uit 35.000 man en onder leiding van de Armeense eunuch Narses in 551 keerden de kansen van de Goten. Totila werd verslagen en gedood in de Slag bij Taginae en zijn opvolger Teia werd eveneens verslagen in de Slag van Mons Lactarius (oktober 552). Ondanks het hardnekkige verzet van de Goten en invasies van de Franken en Allemannen kwam de oorlog op het Italische schiereiland tot een einde.
In 551 zocht Athanagild, een Visigotische edelman, hulp bij Justinianus om tegen de koning in opstand te komen. De keizer zond een leger uit onder leiding van Liberius, die zich ondanks zijn hoge leeftijd bewees als een waardig legeraanvoerder. Het Byzantijnse Rijk zou in het bezit blijven van een kleine strook van de Spaanse kust tot de heerschappij van Herakleios, met name : Spania.

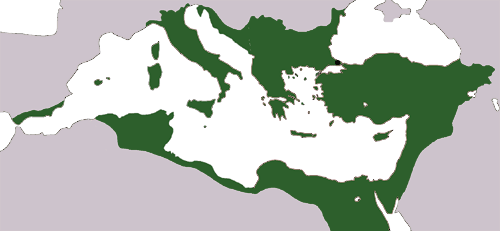
Het Byzantijnse Rijk in zijn grootste omvang, rond 565.

Na de overwinning op de Goten (555) begon Justinianus met vredesonderhandelingen met de Sassaniden. Een nieuwe wereldspeler kwam op de proppen en zal de Balkan in rep en roer zetten, de Gokturken. In 557 sloten zij een overeenkomst met de Sassaniden om de zijderoute te veroveren op de Hephthalieten. De Avaren werden naar het westen verdreven en op hun beurt verdreven zij de Kutriguren. In 559 werd het Rijk binnengevallen door Kutriguren en Slaven. Justinianus riep Belisarius wederom naar het front en sloot een verdrag met de Longobarden. Het Gepidenrijk, dat een buffer was tussen het Byzantijnse Rijk en de volkeren boven de Donau, zal het gelag betalen. De poging om het Romeinse Rijk te herstellen vergde enorm veel middelen en mensen en kwam zijn opvolgers niet ten goede.
Justinianus zou algemeen bekend worden door zijn baanbrekende wetgeving. In 529 herzag een commissie onder leiding van Johannes de Cappadociër het antieke Romeins recht, en creëerde het Corpus Iuris Civilis, een verzameling van wetten die bekend kwam te staan als de Codex Justinianus (Justiniaanse Codex). In de Digesten (Pandectae), voltooid onder leiding van Tribonianus in 533, werd orde en systeem gebracht in de tegenstrijdige regels van de grote Romeinse juristen, en in een handboek, de Institutiones, waren instructies voor wetsscholen te vinden. Het vierde boek, de Novellae, bestond uit een verzameling van keizerlijke bevelschriften afgekondigd tussen 534 en 565.
Door zijn kerkelijke beleid kwam Justinianus in aanvaring met de joden, heidenen, manicheeërs en verscheidene christelijke sektes. Hiertoe behoorde onder andere de nestorianen, monofysieten en arianen. Om het heidendom zo veel mogelijk uit te bannen, besloot Justinianus mogelijk om de neoplatoonse filosofenschool van Athene in 529 te sluiten, ofschoon deze interpretatie bestreden werd door Alan Cameron, volgens wie alleen overheidssteun voor de school teruggedraaid werd.
Gedurende de 6e eeuw was de traditionele polytheïstische Grieks-Romeinse cultuur nog steeds volop aanwezig in het Oost-Romeinse Rijk. De christelijke cultuur, overigens met zeer veel klassiek erfgoed inbegrepen, begon echter steeds meer te overheersen. Er werden veel hymnes geschreven, onder andere door Romanos Melodos. In de tussentijd waren architecten bezig om de nieuwe Kerk van de Heilige Wijsheid te voltooien, de Hagia Sophia, die een oude kerk verving die in het Nika-oproer verloren was gegaan.
Justinus II volgde Justinianus in 565 op. De Byzantijnse staatskas was leeg en Justinus II kon zijn bondgenoten niet meer betalen. De Lombarden bezetten Italië, de Avaren bezetten de Pannonische vlakte en er brak een nieuwe Romeins-Perzische oorlog uit de Byzantijns-Sassanidische oorlog (572-591), waarbij hij Syria verloor.
Tiberius II Constantijn (578-582) kwam aan de macht nadat Justinus krankzinnig was geworden. Tiberius besloot om schattingen aan de Avaren te betalen terwijl hij militair ingreep tegen de Perzen.
Mauricius, die inmiddels keizer was geworden, was succesvol op het oostelijk front. Ondanks het betalen van schatting, vielen de Avaren toch aan. In 582 namen ze Sirmium in, het begin van de Balkanoorlog (582-602). Een keerpunt kwam toen er in 590 een paleisrevolutie uitbrak aan het Perzische hof. Een van de troonpretendenten Khusro II kwam hulp vragen aan Mauricius en kreeg die. Eenmaal Khusro aan de macht werd tussen beide vrede gesloten en kon Mauricius zijn pijlen richten op zijn noordgrens. Tegen 602 slaagde hij erin de Avaren en Slaven over de Donau te drijven.

### Dynastie der Herakliden, en het slinkende Byzantijnse Rijk
Na de moord op Mauricius door Phocas maakte Khusro gebruik van de situatie om de Romeinse provincie Mesopotamia te heroveren. Phokas, een zeer impopulaire heerser, die door Byzantijnse bronnen zonder uitzondering omschreven wordt als tiran, kreeg te maken met complotten die waren opgezet door de senaat. In 610 werd hij afgezet door Herakleios, die vanaf Carthago met een icoon voor op zijn schip naar Constantinopel voer. Nadat Herakleios de troon had bestegen, wisten de Sassaniden diep tot in Klein-Azië door te dringen en bezetten eveneens Damascus en Jeruzalem waarna ze het Ware Kruis wegvoerden naar Ctesiphon. Daarna veroverden ze Egypte. De tegenaanval van Herakleios nam de vorm aan van een heilige oorlog waarin een afbeelding van Christus werd gebruikt als militaire standaard. Iets vergelijkbaars vond plaats toen Constantinopel werd ontzet tijdens het beleg door de Avaren in 626 en de overwinning werd opgedragen aan de iconen van de Maagd die door Patriarch Sergius I van Constantinopel in een processie over de stadsmuren werden geleid. Het leger van de Sassaniden werd in de Slag bij Ninive in 627 beslissend verslagen en in 629 werd het Ware Kruis door Herakleios in ere hersteld tijdens een ceremonie in Jeruzalem. De oorlog had zowel van de Byzantijnen als de Sassaniden veel geëist en beide volken waren dan ook kwetsbaar voor de aanvallen van de Arabieren het daaropvolgende jaar. De Byzantijnen werden verpletterend verslagen in de Slag bij de Jarmuk in 636 en Ctesiphon viel in 634.
Herakleios was de eerste keizer die de traditionele Latijnse titel Augustus verving door het Griekse Basileus (Βασιλεύς). Tegelijkertijd zien we een verschuiving van Latijn naar Grieks in officiële documenten. Herakleios probeerde de doctrine die uit het concilie van Chalcedon waren gekomen te verenigen met het monofysitisme door het monotheletisme voor te stellen, een compromis tussen de twee. In 638 vond de nieuwe doctrine haar weg in de narthex van de Hagia Sophia als onderdeel van de tekst ‘’Ekthesis’’, die tevens verdere discussie over het probleem verbood. Inmiddels waren Syria en Palestina, gebieden waar het monofysitisme goed wortel had geschoten, in de handen van de Arabieren gevallen en Egypte volgde in 642. De tegengestelde doctrines van de Byzantijnse heersers en de lokale bevolking kunnen bijgedragen hebben aan de acceptatie, en dus het minder sterke verzet tegen de Arabieren.
Herakleios slaagde erin een dynastie te vestigen en zijn nakomelingen wisten met enkele onderbrekingen de troon vast te houden tot 711. Hun heerschappij werd gekenmerkt door grote dreiging van buitenaf, zowel vanuit het oosten als het westen, wat resulteerde in enorm gebiedsverlies, interne onrust en culturele veranderingen.
De Arabieren, die Syria en de Levant nu geheel onder controle hadden, voerden geregeld strooptochten uit tot ver in Anatolië en belegerden tussen 674 en 678 zelfs Constantinopel. De Arabische vloot werd uiteindelijk verdreven door het gebruik van Grieks vuur, waarna een vredesverdrag van dertig jaar tussen het Rijk en het kalifaat werd getekend. De invallen in Anatolië gingen echter onverminderd door en brachten een proces op gang waarbij de bevolking van steden zich terugtrok op een veel kleinere vesting binnen de stadsmuren of in haar geheel verhuisde naar een nabijgelegen fort. De leemte die ontstond door het wegvallen van de oude civiele instellingen werd opgevuld door het themata-stelsel, wat inhield dat Anatolië werd onderverdeeld in “provincies” die door verschillende legers werden bezet en die civiele autoriteit hadden en alleen ondergeschikt waren aan de keizer. Het stelsel had waarschijnlijk al zijn wortels in ad-hocmaatregelen van Herakleios, maar groeide in de 7e eeuw uit tot een compleet nieuw systeem van keizerlijk bestuur.

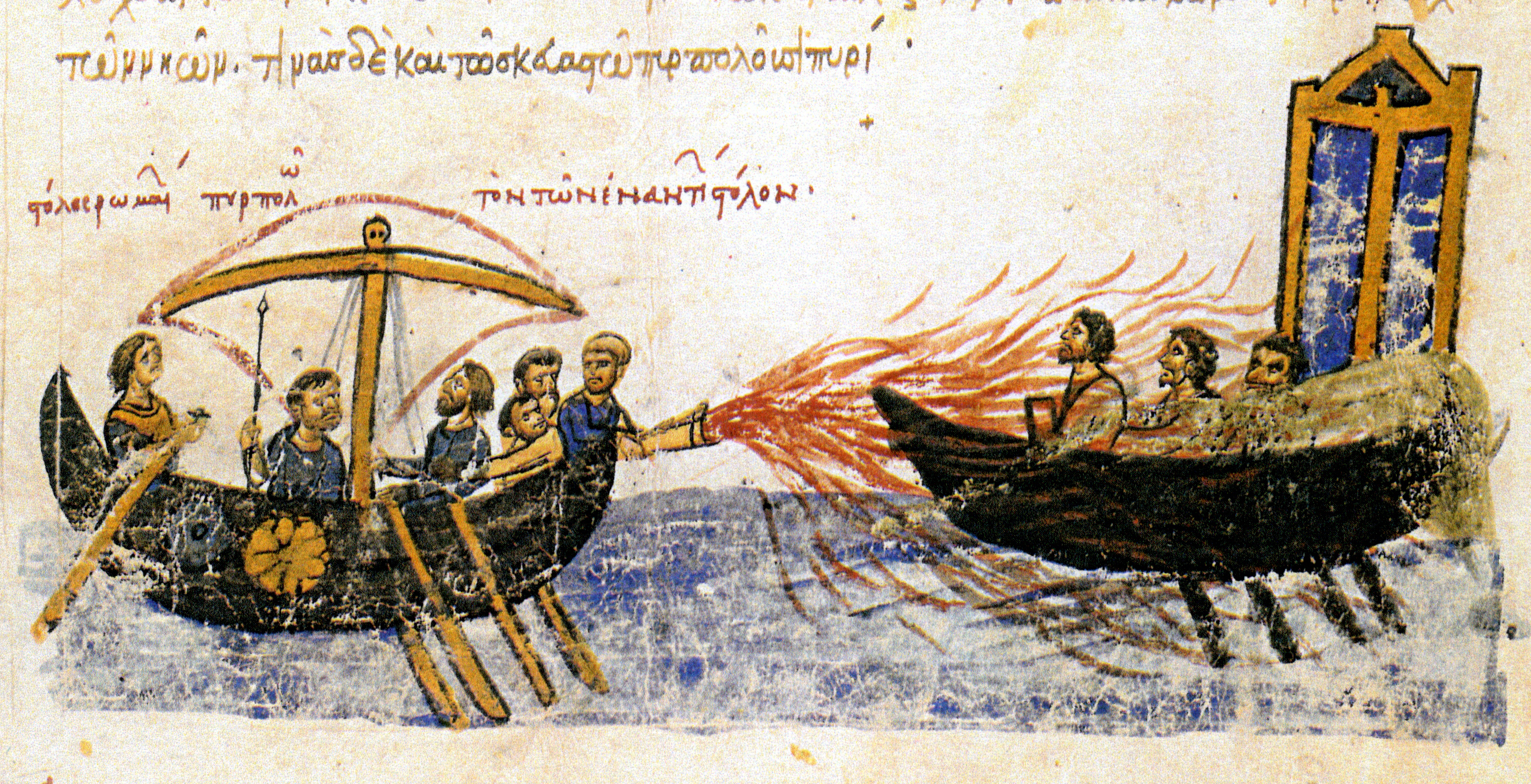
Grieks vuur, voor het eerst door de Byzantijnse marine gebruikt tijdens de Byzantijns-Arabische oorlogen (uit de Madrid Skylitzes, Biblioteca Nacional de España, Madrid).

De overplaatsing van gigantische aantallen soldaten van de Balkan om tegen de Perzen en Arabieren in het oosten te vechten, zette de deur open voor de Slavische volkeren om langzaam maar zeker zuidwaarts te trekken, waardoor na Anatolië ook op de Balkan veel steden inkrompen tot kleine versterkte nederzettingen. Rond 670 werden de Bulgaren ten zuiden van de Donau gedreven door de komst van de Khazaren en in 680 werden Byzantijnse legers die deze nieuwe vestigingen hadden moeten verdrijven, verslagen. Het jaar erop tekende Constantijn IV een verdrag met de Bulgaarse Kan Asparoech en kreeg het Eerste Bulgaarse Rijk soevereiniteit over enkele Slavische stammen die eerst, in ieder geval in naam, de Byzantijnse heerschappij hadden erkend. In 687-688 leidde Justinianus II een succesvolle expeditie tegen de Slaven en Bulgaren. Het feit echter dat hij zich van Thracië een weg naar Macedonië had moeten vechten, wees erop dat de Byzantijnse macht in het noorden van de Balkan flink was afgenomen.
Eigenlijk was Constantinopel de enige stad die relatief onaangetast bleef, ondanks een bevolkingsafname na twee pestuitbraken. De keizerlijke hoofdstad had echter met zijn eigen problemen te kampen, zowel op politiek als religieus gebied. Constans II zette het monotheïstische beleid van zijn grootvader Herakleios voort, waardoor hij te maken kreeg met aanzienlijke tegenstand van zowel leken als geestelijken. De spraakmakende opponenten van deze opstandelingen, Maximus Confessor en paus Martinus I werden gearresteerd, naar Constantinopel overgebracht, voor het gerecht gedaagd, gemarteld en verbannen. Constans werd zeer impopulair in de hoofdstad en verplaatste zijn residentie naar Syracuse, Sicilië, waar hij ten slotte werd vermoord door een lid van zijn hofhouding. De Senaat werd gedurende de 7e eeuw steeds belangrijker en kwam veelvuldig met de keizers in conflict. De laatste keizer der Herakliden, Justinianus II, probeerde de macht van de stedelijke aristocratie te breken door haar extra belastingen te laten betalen en buitenstaanders op administratieve posten te benoemen. Hij werd in 695 afgezet en vluchtte eerst naar de Khazaren en daarna naar de Bulgaren. In 705 keerde hij terug naar Constantinopel, vergezeld door een Bulgaars leger onder leiding van Tervel van Bulgarije. Hij hernam zijn positie op de troon en begon terreur uit te oefenen ten opzichte van zijn vijanden. In 711 werd hij weer van de troon gestoten, wederom met steun van de stedelijke aristocratie. Daarmee kwam er een eind aan de Heraklidische dynastie.
De 7e eeuw was een periode van radicale veranderingen. Het Rijk, dat zich eens had uitgestrekt van Spanje tot Jeruzalem, was nu niet veel meer dan Anatolië, Chersonesos en enkele kleine gebieden in Italië en de Balkan. De gebiedsverliezen gingen samen met een culturele verschuiving; de stadscultuur was geheel ontwricht geraakt, klassieke literaire genres werden ingewisseld voor theologische verhandelingen en in de beeldende kunst deed een nieuwe abstracte stijl zijn intrede. Het feit dat het Byzantijnse Rijk zich überhaupt staande wist te houden is redelijk verrassend, zeker gezien de complete ineenstorting van het Sassanidische Rijk door de Arabische expansie. Tijdig ingezette militaire hervormingen maakten het alsnog mogelijk om de druk van buitenaf te weerstaan en legden een basis voor de ‘wederopstanding’ van het rijk tijdens de daaropvolgende dynastie.

### Isaurische dynastie en het iconoclasme

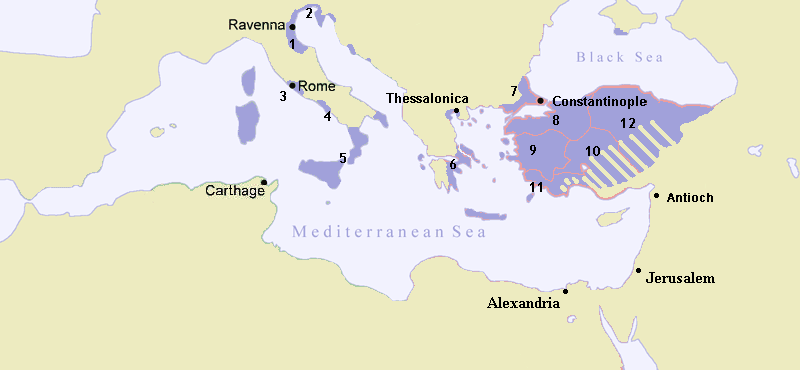
Het Byzantijnse Rijk ten tijde van de troonsbestijging door Leo III, in 717. Het gearceerde gebied geeft het land weer dat door de Arabieren werd binnengevallen.

Leo III wist via een list het Beleg van Constantinopel (717-718) in zijn voordeel om te draaien en behaalde een belangrijke overwinning tegen de Arabieren in de Slag bij Akroinon in 740. Ook reorganiseerde hij de themata in Anatolië.
In het Arabische Rijk brak de derde fitna uit (743-750), die zou leiden tot de val van de Omajjaden en de opkomst (750-754) van de Abbassiden. Constantijn V Kopronymos profiteerde ervan om een deel van het rijk te heroveren. Van 755 tot 775 was er voortdurend oorlog met de noorderburen, de Bulgaren. In 763 zond hij een vloot met cavalerie naar de monding van de Donau en stuurde over land zijn leger naar het noorden. De Bulgaren werden zo in de tang genomen en vernietigend verslagen in de Slag bij Anchialus.
De 8e en 9e eeuw werden gedomineerd door religieuze onrust vanwege het iconoclasme. Iconen werden verboden door Leo III en Constantijn V, wat in het gehele Rijk leidde tot opstanden van de aanhangers van de iconenverering. Door de inzet van keizerin Irene kwam het Tweede Concilie van Nicea tot stand en in 787 werd besloten dat iconen vereerd mochten worden, maar niet aanbeden. Het iconoclasme zorgde ervoor dat oost en west nog verder van elkaar vervreemdden.
Men zegt dat Irene een huwelijk probeerde te regelen tussen Karel de Grote en haarzelf, maar volgens Theophanes de belijder werd dit door Aëtios, een van haar minnaars, voorkomen.

### Nikephorische dynastie
In Bulgarije was Kroem aan de macht gekomen en wederom begon dit land een bedreiging te vormen voor het Byzantijnse Rijk. Kroems zoon Omoertag sloot in 814 vrede met Leo V de Armeniër.

### Amorische dynastie
Tijdens de regering van Michaël II Psellos speelden de Byzantijnen het eiland Kreta (824) en Sicilië kwijt aan de Arabieren. Kreta werd een piraten emiraat, die gedurende meer dan een eeuw de Egeïsche Zee zullen teisteren. Met het huidige Tunesië als uitvalbasis, stichtten de Aghlabiden op Sicilië het islamitische Emiraat Sicilië. De moslims wisten Palermo te veroveren in 831, Messina in 842, Enna in 859, Syracuse in 878, Catania in 900 en de laatste Griekse vesting Taormina in 902. Deze tegenslagen werden gecompenseerd door een succesvolle expeditie tegen Damietta in Egypte (853), de overwinning op de Emir van Melitene (863). Op 3 september 863 behaalde generaal Petronas een grote overwinning op de emir van Malatya.
Theophilos was een verbeten iconoclast, maar in 843 draaide zijn weduwe, keizerin Theodora II dit met de hulp van patriarch Methodios I van Constantinopel weer terug.

### Macedonische dynastie en de heropleving
Het Byzantijnse Rijk bereikte zijn (nieuwe) hoogtepunt onder de heerschappij van de Macedonische keizers (van Armeense en Griekse oorsprong) op het einde van de 9e, de 10e en het begin van de 11e eeuw, toen het Rijk controle over de Adriatische Zee, Zuid-Italië en alle gebieden van tsaar Samuel van Bulgarije verkreeg. Vanwege de hernieuwde veiligheid breidden de steden zich uit, groeide de bevolking in aantal en steeg de productie, waardoor de vraag naar goederen toenam en de handel een impuls kreeg. Op cultureel gebied was er een aanzienlijke verbetering in scholing. Teksten uit de oudheid werden zorgvuldig bewaard en met veel geduld overgeschreven. De Byzantijnse kunst bloeide en mozaïeken sierden de vele nieuwe kerken. Hoewel het Rijk nu aanzienlijk kleiner was dan ten tijde van Justinianus, was het sterker omdat de gebieden dichter bij elkaar lagen en een grote politieke en culturele cohesie vertoonden.

#### Interne ontwikkelingen
Traditioneel werd de “Byzantijnse renaissance” aan Basileios I (867-886), de grondlegger van de Macedonische dynastie, toegeschreven, maar tegenwoordig worden meestal zijn voorganger, Michaël III (842-867), en de raadgever van zijn vrouw, Theoktistos, genoemd. Vooral Theoktistos zorgde ervoor dat de hofcultuur werd gestimuleerd en daarnaast wist hij met een voorzichtig financieel beleid de goudreserves van het Rijk te vergroten. De komst van de Macedonische dynastie viel samen met interne ontwikkelingen die de religieuze eenheid van het Rijk versterkten. De iconoclasten zagen hun aanhang afnemen, waardoor de religieuze strijd, die het Rijk de vorige eeuwen zo uitgeput had, tot een einde kwam. Ondanks enkele tactische nederlagen ging het onder Basileios' opvolgers op administratief, wetgevend, cultureel en economisch gebied steeds beter, vooral onder Romanos I Lekapenos (920-944). Het thematasysteem bereikte in deze periode zijn definitieve vorm. De Kerk begon het beleid van de keizer te steunen en de macht van de grootgrondbezitters werd beperkt om de kleine boeren, die een belangrijk deel uitmaakten van de militaire kracht van het Rijk, te beschermen. Deze goede omstandigheden droegen bij aan het vermogen van de keizers om oorlog te voeren tegen de Arabieren.

#### Oorlogen tegen de Moslims

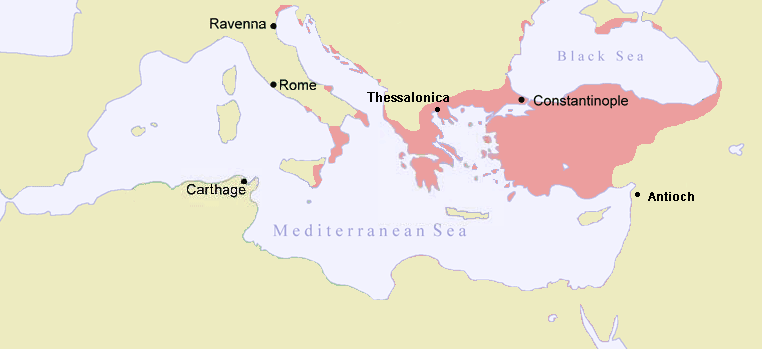
Het Byzantijnse Rijk omstreeks 867.

Rond 867 had het Rijk zijn positie in zowel het oosten als het westen gestabiliseerd en het succes van de defensieve militaire structuur stelde de keizers in staat om te beginnen met het heroveren van de verloren gebieden in het oosten. De bevestiging van de Byzantijnse macht over Dalmatia (867) en de veroveringen van Basileios I die probeerde om de Eufraat weer tot grensrivier te maken (vanaf 870).
De dreiging van de Arabieren was tussentijds afgenomen door onderlinge burgeroorlogen en de opkomst van de Turken in het oosten. De Arabieren kregen echter steun van de sekte der Paulicianen, die een grote aanhang kreeg in de oostelijke provincies van het Byzantijnse Rijk. Omdat ze door de Byzantijnen werden vervolgd vochten ze vaak aan de zijde van de Arabieren. Er waren enkele campagnes voor nodig, maar uiteindelijk werden de Paulicianen door Basileios I onderworpen.
In 904 werd het Rijk opgeschrikt toen de een na grootste stad Thessaloniki werd geplunderd door Arabieren onder leiding van een Byzantijnse rebel. De Byzantijnen antwoordden met de verwoesting van de Arabische vloot in 908 en het plunderen van Latakia in Syrië twee jaar later. Ondanks deze wraakacties waren de Byzantijnen er niet in geslaagd een definitieve slag toe te brengen aan de Arabieren, die een verpletterende nederlaag toebrachten aan de keizerlijke troepen - een vloot van 112 dromons en 75 pamphyloi met 43.000 man - die in 911 Kreta probeerden te heroveren.
De situatie aan de Arabische grenzen bleef verre van stabiel en de strategie van de Byzantijnen wisselde vaak tussen aanvallen en verdedigen. De Varjagen, die Constantinopel in 860 voor het eerst hadden aangevallen, vormden een nieuwe uitdaging. In 941 verschenen ze op de Aziatische kust van de Bosporus, maar ze werden dit keer verpletterd, een bewijs dat het Byzantijnse leger aanzienlijk was verbeterd sinds 907, toen alleen diplomatie de Varjagen had kunnen terugdrijven. De overwinnaar van de Varjagen was de beroemde generaal Johannes Kourkouas, die in het offensief bleef met belangrijke overwinningen in Mesopotamië (943), die ten slotte uitmondden in de herovering van Edessa (944), wat extra bijzonder was omdat het de terugkeer van het Kleed van Edessa betekende naar Constantinopel.
De soldatenkeizers Nikephoros II Phokas (963-969) en Johannes I Tzimiskes (969-976) breidden het Rijk uit tot ver in Syrië, versloegen de emirs van Noordwest-Irak en heroverden Kreta en Cyprus. Op een gegeven moment bedreigden de legers van Johannes I zelfs het ver naar het zuiden gelegen Jeruzalem. Het Emiraat van Aleppo en zijn buren werden vazallen van het Rijk in het oosten, waar het Kalifaat van de Fatimiden de grootste bedreiging vormde. Na vele campagnes wist Basileios II de laatste Arabische dreiging neer te slaan door 40.000 ruiters naar Romeins Syrië te sturen. Met een overvloed aan middelen en overwinningen dankzij de Bulgaarse en Syrische campagnes, plande Basileios een expeditie tegen Arabisch Sicilië. Na zijn dood in 1025 werd de expeditie uiteindelijk rond 1040 uitgevoerd, waarna ze resulteerde in de verovering van het eiland.

#### Oorlogen tegen de Bulgaren

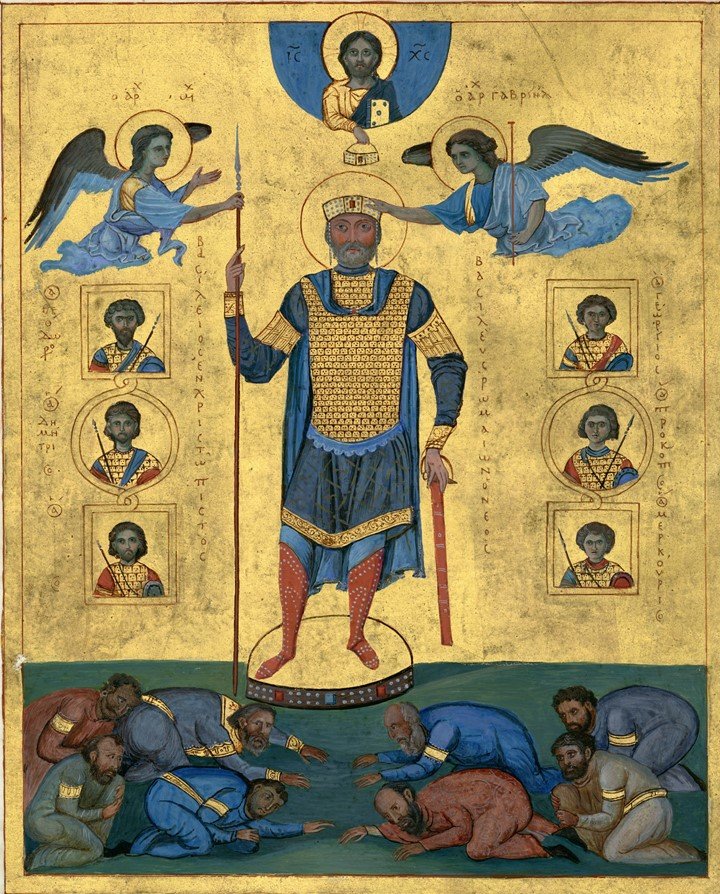
Keizer Basileios II de Bulgarendoder (976-1025).

De relatie met de Heilige Stoel van Rome bleef moeilijk, gevoed door de kwestie van de religieuze suprematie in het recentelijk gekerstende Bulgarije. Dit leidde tot een invasie door de machtige tsaar Simeon I van Bulgarije in 894, maar die werd afgeslagen met behulp van de Byzantijnse diplomatie, die de hulp inriep van de Hongaren. De Byzantijnen werden echter verslagen in de Slag bij Bulgarophygon (896) en werden verplicht een jaarlijkse schatting te betalen aan de Bulgaren. In 912 wist Simeon de Byzantijnen zelfs te dwingen hem de kroon van ‘’’basileus’’’ van Bulgarije te geven en de jonge keizer Constantijn VII te laten trouwen met een van zijn dochters. Toen een opstand in Constantinopel zijn dynastieke project dwarszat viel hij Thracië binnen en veroverde Adrianopel.
Een grote expeditie, geleid door Leo Phokas en Romanos I, eindigde in (917) wederom in een bloedbad onder de Byzantijnen die de Slag bij Anchialos verloren. Het jaar daarop konden de Bulgaren in het noorden van Griekenland optrekken tot aan Korinthe. Adrianopel ging in 923 wederom verloren en in 924 belegerde het Bulgaarse leger zelfs Constantinopel. De hachelijke situatie in de Balkan veranderde pas na Simeons dood in 927.
Onder de heerschappij van Basileios II (976-1025) werden de Bulgaren, die, sinds hun komst in de Balkan drie eeuwen daarvoor, vrijwel dit hele gebied op de Byzantijnen hadden veroverd, onderwerp van jaarlijkse campagnes van het Byzantijnse leger. De oorlog duurde bijna twintig jaar, maar uiteindelijk werden de Bulgaren totaal verpletterd in de Slag bij Kleidion. Het Bulgaarse leger werd gevangengenomen en men zegt dat 99 van de 100 man blind gemaakt werden en de honderdste man één oog behield, opdat hij zijn kameraden naar huis kon voeren. Toen tsaar Samuel de overblijfselen van zijn eens zo machtige leger zag, stierf hij door de schok. In 1018 gaf het Bulgaarse Rijk zich over, waarna het werd ingelijfd bij het Byzantijnse Rijk. Met deze verbazingwekkende overwinning herstelde het rijk de grens aan de Donau, die niet meer in Byzantijnse handen was geweest sinds keizer Herakleios.
In die tijd kregen de Byzantijnen er ook een nieuwe bondgenoot bij in het nieuwe rijk der Varjagen te Kiev, vanwaar de keizer een belangrijk huurlingenleger, de beroemde Varangische Garde, ontving in ruil voor het huwelijk tussen de zus van Basileios, Anna, en Vladimir van Kiev. Gedurende deze periode was de Byzantijnse prinses Theophanu, de vrouw van keizer Otto II, regentes van het Heilige Roomse Rijk, waardoor de Byzantijnse cultuur naar het westen verspreid kon worden.
Het Rijk strekte zich nu uit van Armenië in het oosten tot Calabrië (Zuid-Italië) in het westen. Veel successen waren behaald, van de verovering van Bulgarije en de annexatie van delen van Georgië en Armenië tot de totale vernietiging van een Egyptisch leger voor de poorten van Antiochië. Maar zelfs deze overwinningen waren niet genoeg; Basileios achtte de bezetting van Sicilië door de Arabieren een schande. Hij had dan ook een herovering gepland van het eiland dat 300 jaar in het bezit was geweest van het Rijk (van ongeveer 550 tot 900), maar zijn dood in 1025 maakte een einde aan dit project.

Het Byzantijnse Rijk omstreeks 1025.

#### Byzantium en de Ottonen
Na de ondergang van het West-Romeinse Rijk in 476 was het Byzantijnse Rijk de enige opvolger van het Romeinse Rijk. Door zijn kroning tot keizer in 800 was Karel de Grote vanuit Byzantijns standpunt een usurpator en dit leidde tot een gespannen relatie tussen het Westen en de in Constantinopel zetelende keizer. Toen Keizer Otto I de Grote de keizerstitel (na een onderbreking van bijna 40 jaar) van de Karolingen overnam kwam het twee-keizer-probleem opnieuw aan de orde. In 967 verhevigde het conflict tussen Otto I en de Byzantijnse keizer Nikephoros II Phokas inzake de heerschappij over Italië. Een cruciale ambitie van de Ottonen was het verzekeren van een zo groot mogelijke territoriale verbinding en banden met Rome om zodoende hun claim de opvolgers van de Romeinse keizers te zijn veilig te stellen. Op 25 december 967 kroonde paus Johannes XIII de toen 12-jarige Otto II in Rome in het bijzijn van diens vader Otto I tot medekeizer.
In het najaar van 968 kwam het in Capua, in het Hertogdom Benevento en in Apulië tussen Ottoonse en Byzantijnse legergroepen tot gewapende conflicten, die tot 970 voortduurden. Intussen werd via meerdere gezantschappen naar een diplomatieke oplossing gezocht. De Byzantijnse keizer streefde naar rust in het westen om de handen vrij te houden voor bedreigingen door zowel Russen, Arabieren als de opstandige generaal Bardas Phokas de Jongere. Otto I van zijn kant streefde naar de erkenning door Byzantium van zijn keizerstitel en naar het in het zuiden van Italië duidelijk afbakenen van hun onderlinge grenzen. De overeenstemming wilde hij bekrachtigen door zijn zoon Otto II te laten huwen met een lid van de Byzantijnse keizerlijke familie. Op 14 april 972 trouwde de Byzantijnse prinses Theophanu met Keizer Otto II en werd diezelfde dag ook tot medekeizerin gezalfd van wat later het Heilige Roomse Rijk zou heten. Door dit huwelijk werd het conflict over het twee-keizer-probleem beslecht.

#### Oosters Schisma
De 11e eeuw was ook zeer belangrijk vanwege ontwikkelingen op religieus gebied. In 1054 bereikte de relatie tussen het Grieks sprekende oosten en het Latijn sprekende westen een dieptepunt. Toen drie afgevaardigden van de paus een bul van excommunicatie op het altaar van de Hagia Sophia plaatsten, was dit Oosters Schisma naast een formele scheiding van instituten ook een culminatie van een eeuwenlange verwijdering tussen oost en west. Hoewel de splitsing vooral ging over religieuze doctrines (zo weigerde het oosten de filioque-doctrine te erkennen) waren er al eeuwen problemen over bestuur en politiek geweest. De formele scheiding van de Byzantijnse orthodoxe kerken en de westerse Rooms-Katholieke Kerk zou grote gevolgen hebben voor de toekomst van Byzantium.

#### Crisis en fragmentatie
Byzantium belandde al snel in een moeilijke periode, wat voor een belangrijk deel werd veroorzaakt door het ondermijnen van het thematasysteem en het verwaarlozen van het leger. Nikephoros II, Johannes I en Basileios II hadden de militaire divisies (τάγμα, tagmata = bataljons) omgevormd van een defensief ingesteld burgerleger met een snel reactievermogen tot een beroepsleger dat vooral uit huurlingen bestond. Huurlingen waren echter duur en toen de dreiging van een invasie in de 10e eeuw afnam, nam ook de behoefte van grote garnizoenen en dure fortificaties af. Basileios II had een goedgevulde schatkist achtergelaten, maar zijn opvolging verwaarloosd. Geen van zijn directe opvolgers had enig militair of politiek talent en het bestuur van het Rijk kwam meer en meer in handen van de ambtenarij. Pogingen om de Byzantijnse economie uit het slop te trekken mislukten en zorgden alleen maar voor een hogere inflatie en een zwakkere munt. Het leger werd nu als een onnodige onkostenpost en een politieke bedreiging gezien. Er werden dan ook steeds meer buitenlandse huurlingen op contractbasis aangenomen.
Tegelijkertijd werd het Rijk geconfronteerd met nieuwe, ambitieuze vijanden. In de Zuid-Italiaanse provincies kregen de Byzantijnen te maken met de Normandiërs, die daar in het begin van de 11e eeuw voet aan wal zetten. De gecombineerde troepenmacht van Melus van Bari, een Lombardische edelman die zich een eigen rijk trachtte te verwerven, en de Normandiërs werd verslagen in de slag bij Cannae in 1018 en twee decennia later zond Michaël IV een expeditie uit om Sicilië op de Arabieren te heroveren. Hoewel de expeditie aanvankelijk een succes was, werd Sicilië niet heroverd, vooral vanwege het feit dat Georgios Maniakes, de commandant van de Byzantijnse troepen, werd teruggeroepen omdat hij zich al te ambitieus toonde. Doordat het conflict tussen Byzantium en Rome, dat zou eindigen in het Oosters Schisma in 1054, zich in die tijd voortsleepte, konden de Normandiërs langzaam maar zeker steeds verder in Byzantijns Italië oprukken.

### Doukasdynastie
Na de dood van keizerin Zoë (1050) kwam de macht in de handen van Patriarch Michaël I van Constantinopel. Voor hij stierf arrangeerde hij het huwelijk tussen zijn nicht Eudokia Makrembolitissa met Constantijn X Doukas, de eerste keizer van de Doukasdynastie. Na diens dood hertrouwde zij met Romanos IV Diogenes de tweede keizer van de dynastie. Dynastieke twisten leidden onder deze dynastie tot groot territoriaal verlies.

#### Seltsjoeken

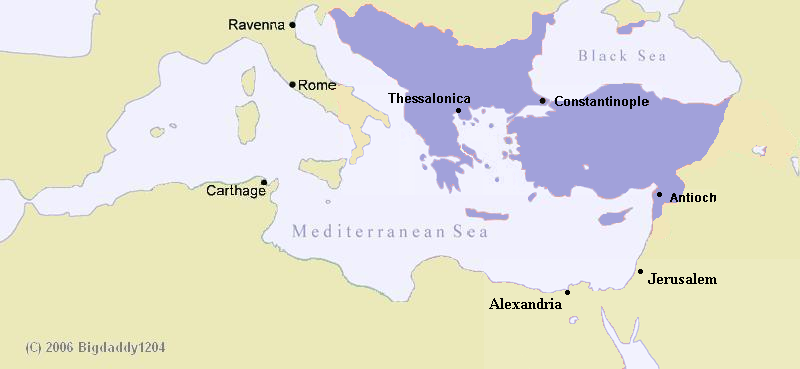
Byzantijnse Rijk in 1071. De westelijke delen waren verloren aan de Noormannen terwijl de Seltsjoeken de macht in Syrië overnamen

Er zou zich in Klein-Azië een grote ramp voordoen. De Seltsjoeken waren voor het eerst in 1065 en 1067 de Byzantijnse grens in Armenië overgestoken. Deze noodtoestand gaf vrij baan aan de militaire aristocratie in Anatolië om in 1068 een van hen, Romanos IV, tot keizer te kiezen. In de zomer van 1071 ondernam Romanos een enorme campagne in het oosten tegen de Seltsjoeken. Bij Manzikert werd Romanos verrassend verslagen door Alp Arslan en tevens door hem gevangengenomen. Alp Arslan behandelde hem echter met respect en legde geen strenge eisen aan de Byzantijnen op.
In Constantinopel vond in die periode een coup plaats ten gunste van Michaël VII Doukas, die al snel op verzet stuitte van Nikephoros Bryennios en Nikephoros Botaneiates. Rond 1081 hadden de Seltsjoeken vrijwel heel Anatolië in handen, van Armenië in het oosten tot Bithynië in het westen, en stichtten het Sultanaat van Rûm met als hoofdstad Nicea, een bakermat van het christendom.

### Komnenen en de Kruisvaarders

#### Alexios I en de Eerste Kruistocht

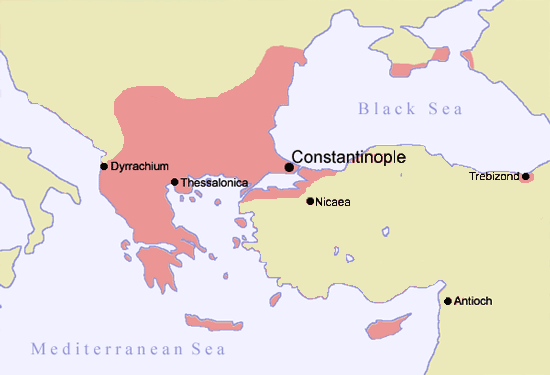
Het Byzantijnse Rijk voor de Kruistochten, rond 1081.

Na de ramp van Manzikert herstelde het Byzantijnse Rijk zich gedeeltelijk door de inzet van de Komnenen. De eerste keizer in deze dynastie was Isaäk I (1057-1059) en de tweede Alexios I. Meteen in het begin van zijn regeerperiode moest Alexios het hoofd bieden aan een massale inval van de Normandiërs, geleid door Robert Guiscard en zijn zoon Bohemund I de Guiscard, die Dyrrhachium en Korfoe veroverde en zelfs het beleg opsloeg voor Larissa in Thessalië. Door de dood van Robert in 1085 verdween het Normandische probleem voor de Byzantijnen tijdelijk naar de achtergrond.
In 1088 vroeg en kreeg Alexios militaire steun van Robrecht I de Fries, Graaf van Vlaanderen, in de vorm van 500 ridders; hun diensten als huurling werden door de Byzantijnen zeer op prijs gesteld. Alexios wist de Petsjenegen met hulp van de Koemanen te verslaan door ze te verrassen en compleet weg te vagen in de Slag bij Levounion op 28 april 1091.

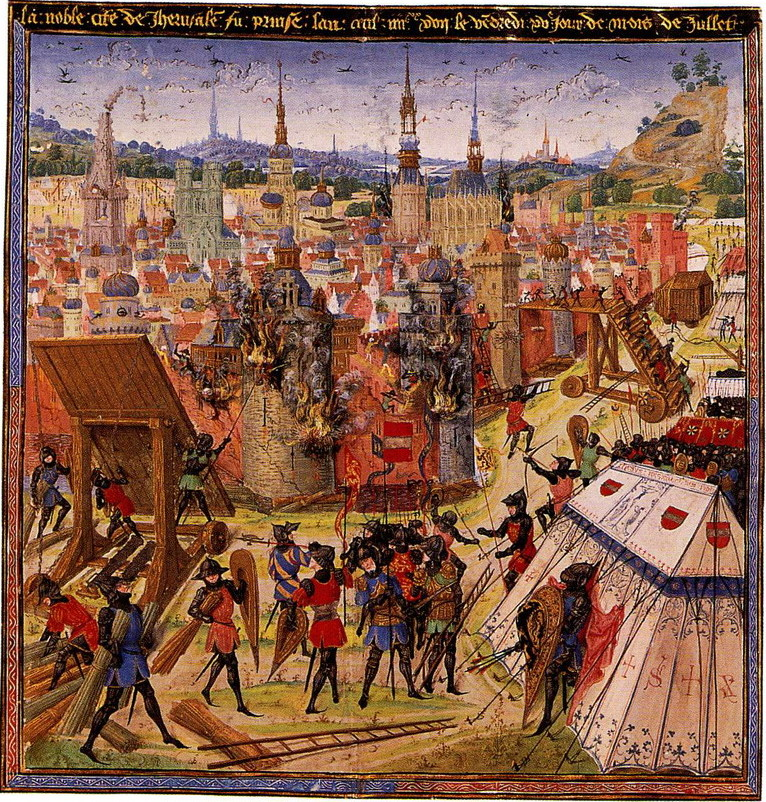
Middeleeuws manuscript met een afbeelding van de inname van Jeruzalem tijdens de Eerste Kruistocht.

Nu de stabiliteit in het westen was teruggekeerd kon Alexios zijn aandacht richten op de economische problemen en de verzwakte verdediging van het Rijk. Hij had echter nog niet genoeg manschappen om de verloren gebieden in Anatolië te heroveren en op te rukken tegen de Seltsjoeken. Op de Synode van Piacenza in 1095 spraken de afgevaardigden van Alexios met paus Urbanus II over de moeilijke omstandigheden van de christenen in het oosten en zeiden dat zonder de hulp van het Westen ze onder moslimheerschappij zouden moeten blijven lijden. Urbanus zag hierin de mogelijkheid om zowel de macht van West-Europa te vergroten als de pauselijke invloedssfeer uit te breiden. Op 27 november 1095 riep Urbanus de Synode van Clermont bijeen en vroeg alle aanwezigen om het Kruis op te pakken en op een gewapende pelgrimstocht te gaan om Jeruzalem en het Oosten te heroveren voor het christendom. De reactie in West-Europa was overweldigend.
Alexios had gerekend op hulp in de vorm van westerse huurlingen van het kaliber van de 500 Vlaamse ridders reeds in zijn dienst, maar was totaal onvoorbereid op de immense en ongedisciplineerde stoet die al snel de Byzantijnse grenzen bereikte. Alexios werd er bepaald niet geruster op toen hij vernam dat vier van de acht leiders van de kruistocht Normandiërs waren, waaronder ook Bohemund. Maar aangezien de kruistocht door Constantinopel moest trekken, kon de keizer in ieder geval enige invloed uitoefenen. Hij verplichtte de leiders te zweren dat ze alle steden en gebieden die ze op de Turken zouden veroveren op hun weg naar het Heilige Land terug zouden geven aan de Byzantijnen. In ruil daarvoor verstrekte hij gidsen en een militair escort. Alexios slaagde erin om enkele belangrijke steden en eilanden en feitelijk een groot deel van West-Anatolië terug te krijgen. Desalniettemin waren de kruisvaarders van mening dat hun belofte niet meer gold, omdat Alexios hen niet had geholpen tijdens het beleg van Antiochië (in feite was hij wel degelijk richting Antiochië vertrokken, maar hij werd door Stefanus II van Blois ervan overtuigd dat het beleg al gefaald had en hij daarom maar beter om kon keren). Bohemund, die zichzelf tot Vorst van Antiochië had uitgeroepen, begon zelfs een oorlog tegen de Byzantijnen. Maar in 1108 stemde hij uiteindelijk met het Verdrag van Devol in en werd daarmee een vazal van Alexios. Hiermee was de Normandische dreiging voorlopig van de baan.
Alexios hervormde het leger en de marine, maar wist dit alleen te realiseren door de goudwaarde terug te brengen tot een derde van de oorspronkelijke waarde en door extra belastingen te heffen. Het aanbod van soldaten van eigen bodem was zo goed als gestopt met het verdwijnen van hun militaire vestingen. Alexios koos voor een alternatieve bron van inheemse soldaten door landgoederen, pronoia, te schenken in ruil voor militaire verplichtingen. Ook trachtte hij kerkelijke landgoederen rendabeler te maken door het beheer ervan te schenken aan leken. De laatste jaren van Alexios' heerschappij werden gekenmerkt door de vervolging van Paulicianen en Bogomielen en perikelen rond zijn opvolging: zijn vrouw Irene Doukas wilde namelijk de man van haar dochter Anna, Nikephoros Bryennios, op de troon krijgen.

#### Johannes II

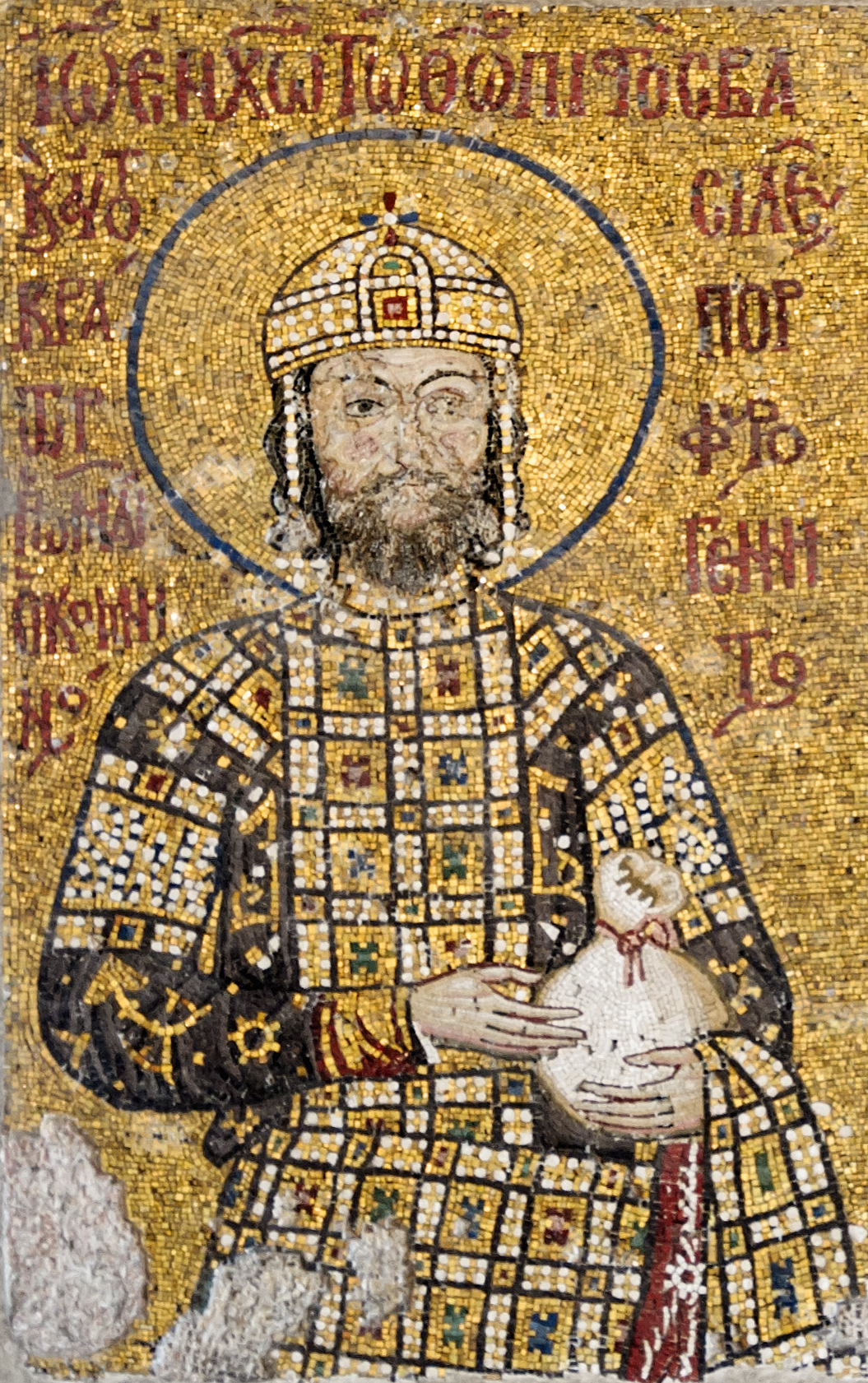
Johannes II Komnenos liet de keizerlijke schatkist goedgevuld achter en liet niemand executeren of folteren gedurende zijn heerschappij. Bijgenaamd ‘Johannes de Goede’, wordt hij door de Byzantijnse historicus Niketas Choniates gezien als de beste keizer van de Komneense dynastie.

Alexios' zoon, Johannes II Komnenos, volgde zijn vader in 1118 op en zou tot 1143 aan de macht blijven. Johannes was een vrome en gedreven keizer die koste wat kost de schade van de slag bij Manzikert ongedaan wilde maken. Johannes werd geroemd om zijn vroomheid en zijn opvallend milde en rechtvaardige regime en was een uitzonderlijk voorbeeld van een moreel hoogstaande heerser in een tijd dat wreedheid de norm was. Om deze reden is hij weleens de Byzantijnse Marcus Aurelius genoemd. Gedurende zijn 25-jarige heerschappij sloot Johannes in het Westen een verbond met het Heilige Roomse Rijk, wist hij de Petsjenegen definitief te verslaan in de slag bij Beroia en leidde hij persoonlijk vele campagnes tegen de Turken in Anatolië. Door Johannes' campagnes verschoof het machtsevenwicht in het Oosten fundamenteel, doordat hij de Turken in de verdediging drong en talrijke steden, vestingen en dorpen over het hele schiereiland heroverde. Hij wist de Hongaren en Serviërs gedurende de jaren twintig van de 12e eeuw tot staan te brengen en in 1130 trok hij samen met keizer Lotharius III van het Heilige Roomse Rijk op tegen de Normandische koning Rogier II van Sicilië. Tijdens het laatste deel van zijn regering richtte Johannes zich op het Oosten en wist de Danisjmenden van Melitene te verslaan en heroverde geheel Cilicië, terwijl hij Raymond van Poitiers, prins van Antiochië, dwong de Byzantijnse suzereiniteit te erkennen. In een poging om zijn rol als leider in de christelijke wereld te demonstreren, trok Johannes richting het Heilige Land aan het hoofd van een gecombineerde troepenmacht van Byzantijnen en kruisvaarders. Ondanks zijn grote fanatisme werden Johannes' dromen de bodem ingeslagen door de verraderlijkheid van de kruisvaarders. In 1142 keerde Johannes terug om zijn recht op Antiochië op te eisen, maar hij stierf in de lente van 1143 als gevolg van een jachtongeluk. Raymond viel Cilicië binnen, maar hij werd verslagen en gedwongen om in Constantinopel genade te vragen aan de nieuwe keizer.

#### Manuel I en de Tweede Kruistocht

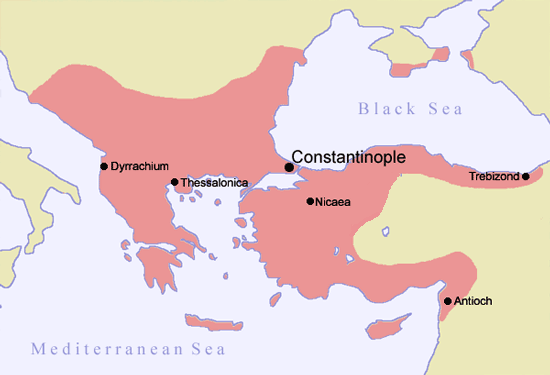
Het Byzantijnse Rijk aan het einde Komneense Periode, 1180

Johannes had zijn vierde zoon, Manuel I Komnenos, als opvolger aangewezen. Na het verlies van Edessa, een van de Kruisvaardersstaten, werd Manuel op de hoogte gesteld van de komst van de Tweede Kruistocht. Manuel sloot verscheidene pacten met de paus en christelijke koninkrijken in het Westen en wist met succes de enorme troepenmacht van de Tweede Kruistocht door zijn land te begeleiden.
Na de dood van Rogier II van Sicilië had Manuel de ambitie Zuid-Italië te heroveren en zond in 1155 een expeditie uit. Een jaar later werd de campagne afgebroken omdat Reinoud van Châtillon, prins van Antiochië, Cyprus plunderde. Manuel trok richting Antiochië en dwong Reinoud van Châtillon tot onderdanigheid. Met Amalrik I, koning van Jeruzalem, had hij een betere relatie. Hij sloot met Amalrik een bondgenootschap en zond een grote vloot om deel te nemen aan de invasie van Egypte dat door de Fatimiden werd geregeerd.
Ondanks deze militaire tegenslag wisten Manuels legers met succes in 1167 het Koninkrijk Hongarije binnen te vallen en versloegen zij de Hongaren in de slag bij Sirmium. Rond 1168 had Manuel bijna de gehele oostelijke Adriatische kust in handen.
In het oosten kreeg Manuel in 1176 echter een flinke nederlaag te verwerken in de slag bij Myriokephalon tegen de Turken. De verliezen werden echter snel hersteld en het jaar erop wisten de troepen van Manuel de Turken een nederlaag toe te brengen. Johannes Vatatzes, die door de keizer naar het oosten was gezonden om de Turkse invasie tot staan te brengen, bracht niet alleen troepen mee vanuit de hoofdstad, maar wist onderweg zijn leger flink uit te breiden; een teken dat het Byzantijnse leger nog steeds sterk was en dat het defensieve programma in het westen van Anatolië nog steeds succesvol was.

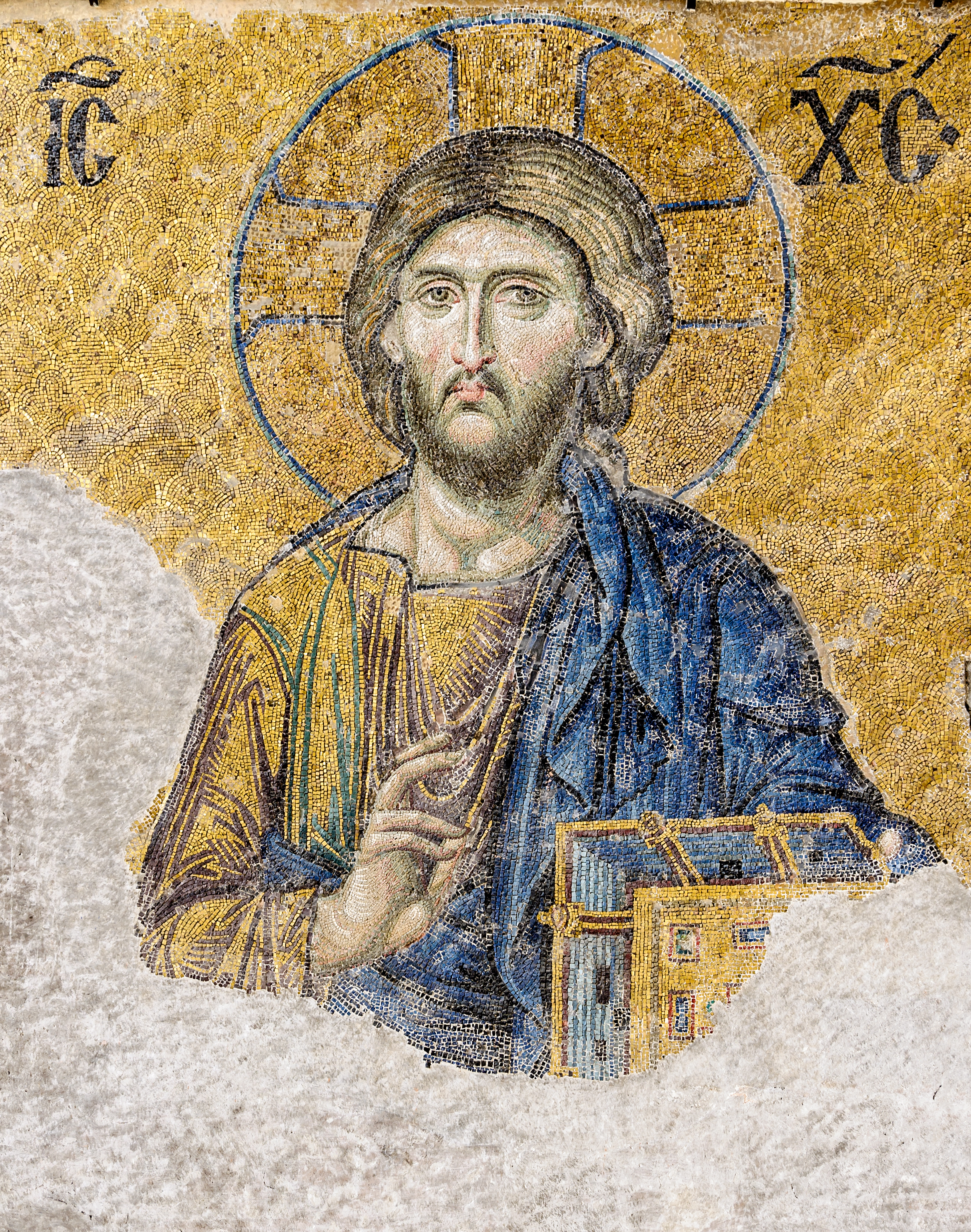
Het bekendste mozaïek uit de Hagia Sophia – Christus Pantocrator vergezeld door Maria en Johannes de Doper. De mozaïeken werden in de 12e eeuw gemaakt.

#### Heropleving in de 12e eeuw
Johannes en Manuel voerden een actieve militaire politiek en gaven aanzienlijke bedragen uit aan belegeringen en stadsversterkingen; grootschalige fortificaties stonden centraal in hun militaire beleid. Ondanks de nederlaag bij Myriokephalon, resulteerde het beleid van Alexios, Johannes en Manuel in aanzienlijke gebiedsuitbreidingen en stabiele grenzen in Anatolië en de Balkan. Van ongeveer 1081 tot 1180 wist het Komneense leger de veiligheid van het rijk in stand te houden waardoor de Byzantijnse beschaving kon opbloeien.
Dit stelde de westelijke provincies in staat om een economische wederopstanding te bereiken die tot het einde van de eeuw zou doorzetten. Men beweert dat Byzantium tijdens de Komnenen sinds de tijd van de Perzische invasies in de 7e eeuw nooit meer zo welvarend was geweest. Gedurende de 12e eeuw groeide de bevolking en een grote hoeveelheid grondgebied werd in landbouwgrond omgezet. Archeologisch materiaal uit zowel Europa als Anatolië toont aan dat de steden aanzienlijk uitbreidden en dat nieuwe plaatsen werden gesticht. Ook de handel bloeide: zo openden Venetië, Genua en andere steden hun Aegeïsche havens voor de Byzantijnse handel, vervoerden ze goederen van de Kruisvaarderstaten en Egypte naar het westen en handelden via Constantinopel met het Byzantijnse Rijk.
Op artistiek terrein was er een wederopstanding van het mozaïek en regionale scholen in architectuur begonnen verschillende stijlen te ontwikkelen die door vele culturen werden beïnvloed. Gedurende de 12e eeuw verschaften de Byzantijnen een voorbeeld van vroeg humanisme als een wedergeboorte van interesse in klassieke auteurs. In de werken van Eustathius van Thessaloniki komt het Byzantijns humanisme het nadrukkelijkst tot uiting.

#### Andronikos I, begin van het verval
Na de dood van Manuel op 24 september 1180 kwam zijn elfjarige zoontje Alexios II Komnenos op de troon. Hoewel hij zeer onbekwaam was, was het vooral vanwege het regentschap van zijn moeder, Maria van Antiochië, en haar Frankische afkomst, dat zijn regeerperiode zeer impopulair was. Uiteindelijk zou Andronikos I Komnenos, een kleinzoon van Alexios I, een opstand leiden tegen zijn jongere familielid. Door gebruik te maken van zijn knappe uiterlijk en zijn immense populariteit bij het leger kon hij in augustus 1182 richting Constantinopel marcheren, waar hij vervolgens de Latijnen afslachtte. Nadat hij zijn potentiële rivalen uit de weg had geruimd, liet hij zich tot medekeizer kronen in september 1183, vermoordde Alexios II en nam zelfs zijn twaalfjarige vrouw Agnes van Frankrijk voor zichzelf.
Deze onorthodoxe opvolging verzwakte de dynastieke continuïteit en solidariteit die de basis vormden voor de macht van de Byzantijnse staat. De nieuwe keizer was een man van enorme tegenstrijdigheden: knap en welbespraakt, maar ook bekend om zijn uitspattingen. Energiek, bekwaam en vastberaden als hij was, werd Andronikos als een “echte Komneen” beschouwd. Hij was echter ook in staat tot angstaanjagende gewelddadigheden en wreedheden.
Andronikos begon zijn heerschappij goed; vooral de maatregelen die hij trof om de regering te hervormen worden door historici geroemd. Andronikos was vastbesloten om de corruptie uit te roeien. De verkoop van ambten stopte; de selectie werd gebaseerd op verdiensten in plaats van vriendjespolitiek en ambtenaren ontvingen voortaan een redelijk honorarium om de verleiding tot omkoping terug te dringen. In de provincies zorgden deze hervormingen voor snelle en opvallende verbeteringen. Ondanks de strengheid was het volk tevreden over de wetten die Andronikos invoerde, aangezien deze hen beschermde tegen hun superieuren. Andronikos pogingen om belastinginners en andere ambtenaren van het rijk die de bevolking onderdrukten, in toom te houden verlichtte het lot van de mensen. Zijn pogingen om de macht van de adelstand aan te pakken verliepen echter moeizamer. De aristocraten waren woedend over zijn beleid, en of dat nog niet genoeg was, werd Andronikos steeds onvoorspelbaarder. Zo werden executies en geweld steeds normaler en zijn heerschappij veranderde in een nachtmerrie. Het lijkt er zelfs op dat hij de hele aristocratie wilde wegvagen. Doordat de keizer steeds gewelddadigere maatregelen trof om heerschappij te consolideren, mondde de strijd tegen de aristocratie uit in een ware slachting.
Ondanks zijn militaire achtergrond wist Andronikos niet veel te bereiken tegen Isaäk Komnenos, die Cyprus had ingenomen, Béla III van Hongarije, die de Kroatische gebieden wist te veroveren, en Stefan Nemanja, die de onafhankelijkheid van Servië uitriep. Deze problemen vielen echter allemaal in het niet vergeleken met de invasie van Willem II van Sicilië, die met 300 schepen en 80.000 manschappen in 1185 de Byzantijnen aanviel. Andronikos bracht een kleine vloot van 100 schepen op de been om de hoofdstad te verdedigen, maar voor de rest kon de bevolking hem vrij weinig schelen. Hij werd uiteindelijk door Isaäk II Angelos, die een keizerlijke aanslag op zijn leven had overleefd, van de troon gestoten toen Isaäk II naar de Hagia Sophia optrok, met de hulp van het volk de macht overnam en Andronikos vermoordde.

### Dynastie der Angeloi en de derde kruistocht
Wat voor een brief dan ook aan de Keizer [Alexios III] werd voorgelegd voor zijn handtekening, hij tekende onmiddellijk; het maakte niet uit of de brief een betekenisloze brij van woorden was, of dat de smekeling dringend verzocht dat hij over land mocht zeilen of de zee omploegen, of dat bergen naar het midden van de zee verplaatst zouden moeten worden, of, zoals een verhaal vertelt, dat Athos op de top van de Olympus gezet moest worden.

Het bewind van Isaäk II, en nog meer dat van zijn broer Alexios III, zorgde voor een verdere ineenstorting van wat nog over was van de gecentraliseerde macht van de Byzantijnse overheid en de verdedigingswerken in het rijk. Hoewel de Normandiërs nog wel uit Griekenland werden verdreven, begonnen de Bulgaren in 1186 een opstand die zou leiden tot het Tweede Bulgaarse Rijk. Het wanbeleid tijdens de Derde Kruistocht toonde duidelijk de Byzantijnse zwakte onder de Angeloi aan. Toen Richard Leeuwenhart Cyprus veroverde op Isaäk Komnenos, weigerde hij het eiland terug te geven aan het Byzantijnse Rijk. En toen keizer Frederik I Barbarossa Iconium veroverde, nam Isaäk geen enkel initiatief. Het beleid van de Angeloi werd gekarakteriseerd door de verkwisting van belastinggeld en een slecht fiscaal beheer. De Byzantijnse macht was aanzienlijk afgenomen en het groeiende machtsvacuüm in het hart van het rijk zorgde voor het langzaam uiteenvallen van het rijk. Er zijn aanwijzingen dat enkele Komneense opvolgers al vóór 1204 een semionafhankelijke staat hadden opgezet in Trebizonde. Volgens Alexander Vasiliev: “de dynastie der Angeloi, hoewel Grieks in origine, […] versnelde de achteruitgang van het rijk, al verzwakt van buiten en onverenigd van binnen.”

### Vierde Kruistocht en het Latijnse Keizerrijk

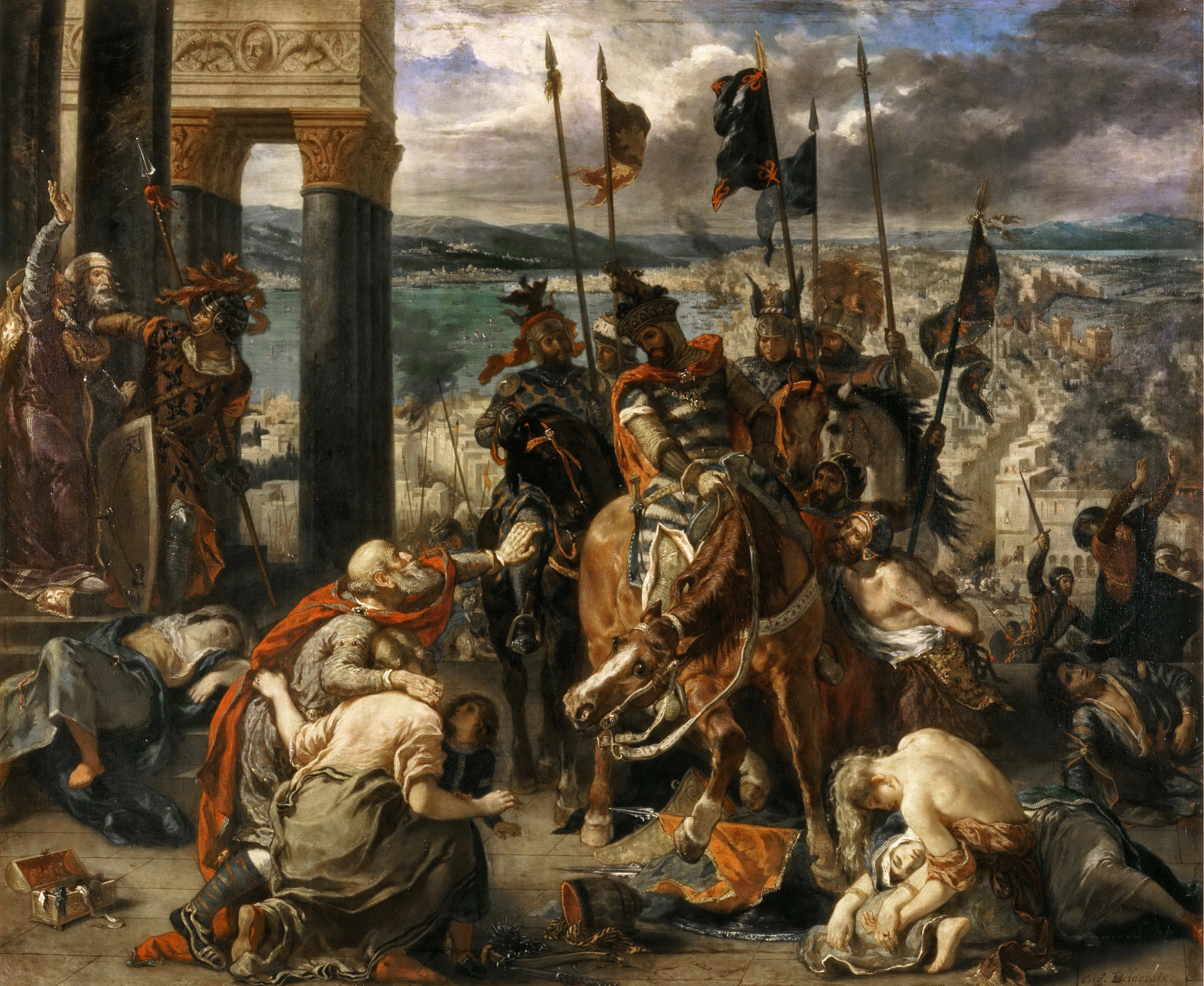
De binnenkomst van de Kruisvaarders in Constantinopel, door Eugène Delacroix (1840, olieverf op canvas, 410 × 498 cm, Louvre, Parijs).

In 1198 riep paus Innocentius III zijn onderdanen door middel van legaten en encyclieken op tot een nieuwe kruistocht. Het doel was om Ajjoebidisch Egypte te veroveren, dat nu het centrum van de islamitische macht in de Levant was. Het kruisvaardersleger dat in de zomer van 1202 in Venetië arriveerde, was kleiner dan waar op was gerekend en daarnaast was er niet genoeg geld om de Venetiaanse reders te kunnen betalen die de kruisvaarders naar Egypte zouden verschepen. De Venetiaanse Doge Enrico Dandolo had echter andere belangen dan de paus en de kruisvaarders omdat commercieel gezien Egypte voor veel inkomsten zorgde voor Venetië. De kruisvaarders stemden ermee in om in plaats van de achterstallige betalingen te doen, de Venetianen te hulp te schieten met de inname van de (christelijke) havenstad Zara (een vazalstad van Venetië die in opstand was gekomen en zichzelf in 1186 onder Hongaarse protectie had geplaatst). De stad viel na een kort beleg in november 1202. Paus Innocentius, die van het plan op de hoogte was, maar wiens veto was genegeerd, wilde de kruistocht niet in gevaar brengen en schonk absolutie aan de kruisvaarders, maar niet aan de Venetianen.
Na de dood van Theobald III van Champagne kwam het leiderschap van de kruistocht in de handen van Bonifatius I van Monferrato, een vriend van de Hohenstaufen (Filips van Zwaben). Zowel Bonifatius als Filips was in de Byzantijnse keizerlijke familie getrouwd. Filips' zwager, Alexios Angelos, was zelfs Europa rondgetrokken om hulp te zoeken en had contact gelegd met de kruisvaarders. Alexios bood aan om de oosters-orthodoxe kerken met Rome te herenigen en de kruistocht te financieren met 200.000 zilveren marken en alle goederen die nodig waren om in Egypte te komen. Innocentius was op de hoogte van plannen om de kruistocht naar Constantinopel te verplaatsen en verbood een aanval op de stad, maar de Pauselijke brief kwam te laat, want de vloot had Zara al verlaten.
Alexios III had geen voorbereidingen getroffen om de stad te verdedigen en de Venetiaanse vloot kon de wateren rond Constantinopel op 24 juni 1203 dan ook zonder veel verzet binnenvaren. In de zomer van 1203 vluchtte Alexios III en Alexios Angelos nam de troon over als Alexios IV samen met zijn vader Isaäk. Innocentius berispte de leiders van de kruistocht en beval hen meteen naar het Heilige Land te gaan.
Geen van jullie zou het aldus moeten wagen om aan te nemen dat het is toegestaan om het land der Grieken te nemen en te plunderen, zelfs al zijn zij ongehoorzaam aan de Heilige Stoel, of op de grond van het feit dat dat de keizer van Constantinopel zijn broer heeft afgezet en zelfs verblind en de keizerlijke troon voor zichzelf heeft genomen. En zelfs omdat deze zelfde keizer en de mannen onder zijn heerschappij hebben gezondigd, zowel in deze als andere zaken, is het niet aan jullie hun fouten te veroordelen, noch hebben jullie het teken van het kruis aangenomen om deze inbreuk te bestraffen; echter jullie hebben jezelf de plicht opgelegd de beledigingen aan het kruis te wreken.

Kaart waarop de deling van het rijk na de Vierde Kruistocht is te zien, 1204.

Toen Alexios IV in november 1203 aankondigde dat hij zijn beloften niet kon nakomen omdat het rijk geen geld meer had (hij was erin geslaagd ongeveer de helft van de beloofde 200.000 zilveren marken te betalen, maar kon zijn belofte om de huur van de Venetiaanse vloot te betalen niet nakomen), verklaarden de kruisvaarders hem de oorlog. Ondertussen groeide de interne weerstand tegen Alexios IV en op 25 januari 1204 doodde een van zijn hovelingen, Alexios Doukas hem en besteeg de troon als Alexios V; Isaäk stierf vlak daarna, waarschijnlijk een natuurlijke dood. De kruisvaarders en de Venetianen waren woedend over de moord op hun medestrijder en ze bereidden de aanval op de Byzantijnse hoofdstad voor. Ze besloten dat twaalf kiesmannen (zes Venetianen en zes kruisvaarders) een Latijnse keizer moesten kiezen.
De stad werd uiteindelijk op 13 april 1204 ingenomen. Constantinopel werd drie dagen lang geplunderd, vele vrouwen verkracht en iedereen die zich hiertegen verzette, of gewoon in de weg liep, afgeslacht. Vele onbetaalbare iconen, relikwieën en andere objecten doken later in West-Europa op, de meeste in Venetië. Volgens Choniates werd zelfs een prostituee op de troon van de patriarch gezet. Toen Innocentius III over het gedrag van de kruisvaarders hoorde, verketterde hij ze in duidelijke taal. Maar de situatie lag buiten zijn macht, vooral nadat zijn legaat, op eigen initiatief, de kruisvaarders van hun eed om naar het Heilige Land te gaan had ontslagen. Toen de orde was hersteld kozen de kruisvaarders en Venetianen een 'nieuwe keizer': hun leider Boudewijn van Vlaanderen. Niet alle voormalige Byzantijnse gebieden kwamen echter onder deze Latijnse keizer, zo bleven de Byzantijnen in Nicea, Trebizonde en Epirus aan de macht.

Het Latijnse Keizerrijk en de erfgenamen van het Byzantijnse Rijk in 1230

#### Het rijk in ballingschap

Het Byzantijnse Rijk rond 1265.

Na de plundering van Constantinopel in 1204 door de Latijnse kruisvaarders, werden drie erfgenamen van Byzantijnse Rijk gesticht: het Keizerrijk Nicea, het Keizerrijk Trebizonde en het Despotaat Epirus. Epirus en Nicea stonden vanwege hun nabijheid er het beste voor om Constantinopel te heroveren. Het Niceaanse rijk moest de eerste paar decennia echter een zware strijd leveren om te kunnen overleven en halverwege de 13e eeuw was een groot deel van Zuid-Anatolië verloren gegaan. De verzwakking van het sultanaat Rûm na de Mongoolse invasie van 1242-1243 zorgde voor een versplintering in Anatolië waar veel Beyliks en ghazi's hun eigen vorstendommen stichtten, waardoor de Byzantijnse macht in Anatolië verder afnam. Uiteindelijk zou een van de Beys, Osman I, een rijk opzetten dat Byzantium voorgoed zou overmeesteren. De Mongoolse invasie zorgde er echter ook voor dat Nicea tijdelijk was verlost van aanvallen van de Seltsjoeken, waardoor het zijn middelen in kon zetten tegen het Latijnse Keizerrijk en het rivaliserende Epirus in het noorden.

### Paleologen

#### Herovering van Constantinopel
Na de dood van Theodoros II Laskaris kroonde Michaël VIII Palaiologos zich in het Keizerrijk Nicea tot medekeizer en liet de ogen van de troonopvolger Johannes IV Laskaris uitsteken. Door een list in samenwerking met de Republiek Genua, na het Verdrag van Nymphaeum (1261), slaagde hij erin Constantinopel in juli 1261 te heroveren en Epirus te verslaan. Het door oorlog geplaagde rijk was slecht opgewassen tegen zijn omringende vijanden. Om zijn campagnes tegen de Latijnen te kunnen voortzetten haalde Michaël troepen uit Anatolië en legde de bevolking zeer hoge belastingen op, die op veel weerstand stuitten. Gigantische bouwprojecten werden gestart om de schade van de Vierde Kruistocht te repareren, maar geen van deze initiatieven droeg bij aan de veiligheid van de boeren in Anatolië die regelmatig te maken kregen met plundertochten van Turkse gazi's.
In plaats van zijn bezittingen in Anatolië veilig te stellen, koos Michaël ervoor om zijn Rijk uit te breiden, wat slechts een tijdelijk succes bleek. Om een nieuwe plundering van de hoofdstad door de Latijnen te voorkomen, dwong hij de Orthodoxe Kerk zich te onderschikken aan Rome, wederom slechts een tijdelijke oplossing die kwaad bloed zette bij het volk.
Een andere grote hinderpaal om het rijk weer te kunnen herstellen was dat de handelsroutes waar Byzantium eeuwenlang zijn inkomsten voor een groot deel vandaan haalde, sinds het kortstondige Latijnse keizerrijk, beheerst werden door de Republiek Genua en de Republiek Venetië. Deze rivalen van de Byzantijnen controleerden nu de belangrijkste havens in de Middellandse en Zwarte zee die voorheen onder Byzantijns gezag stonden. Dit betekende een aanzienlijke vermindering van belastinginkomsten. Aldus kon Byzantium niet meer rekenen op onder andere duurbetaalde huurlingen om de strijdkrachten op peil te houden.
Andronikos II maakte onder andere gebruik van de Catalaanse Compagnie, maar hun interventie bracht meer schade dan baat. Ze ruïneerden het platteland en dreef de bevolkingen in de armen van de islamitische Turken.

#### Opkomst van de Ottomanen

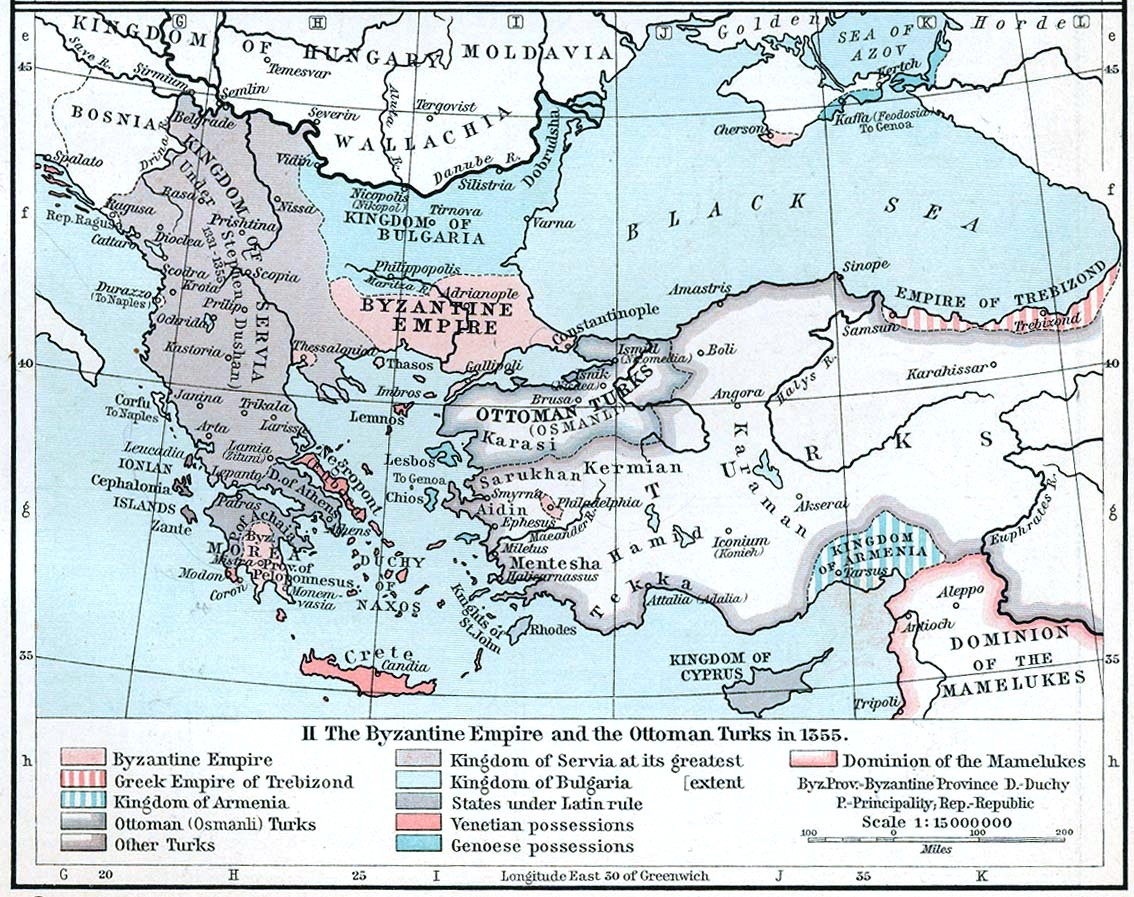
Het Byzantijnse Rijk in 1355.

Een tijd lang overleefde het rijk alleen maar omdat de Turken van Anatolië simpelweg te verdeeld waren om te kunnen aanvallen. Onder Osman I werden de Turken echter verenigd in het nieuwe Ottomaanse Rijk, dat de Byzantijnen slechts een handvol havensteden liet.
In de 14e eeuw werd het rijk ook nog eens door drie burgeroorlogen geteisterd, (1321-1328), (1341-1347) en (1352-1357). De ene troonpretendent koos steun bij de Serviërs en de andere bij de Ottomanen. De provincies in Azië werden uiteindelijk alle aan de Turken verloren, terwijl de Serviërs en Bulgaren de overgebleven gebieden in Europa veroverden. De situatie werd nog slechter toen Byzantium werd getroffen door een aardbeving bij Gallipoli in 1354 waardoor het fort aldaar werd vernietigd en de Turken de dag daarop Europa in konden trekken. Tegen de tijd dat de Byzantijnse burgeroorlogen waren afgelopen hadden de Ottomanen de Serviërs overwonnen en tot vazal gemaakt. Na de Slag op het Merelveld heersten de Ottomanen over het grootste gedeelte van de Balkan. Rond 1390 viel Philadelphia, de laatste Byzantijnse vesting in Anatolië, in de handen van de Turken.

#### Slag bij Nicopolis

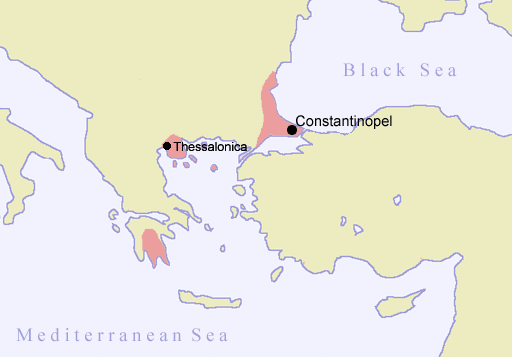
Het Byzantijnse Rijk rond 1400.

De Keizers vroegen het Westen om hulp, maar de paus wilde er alleen over nadenken wanneer de oosters-orthodoxe kerken weer zouden worden samengevoegd met de Katholieke Kerk. De Kerkhereniging werd overwogen en keizer Johannes V bekeerde zich ook daadwerkelijk tot het Katholicisme, maar de orthodoxe bevolking en geestelijkheid wilden niets van de Romeinse overheersing en de Latijnse liturgie weten.
De snelle uitbreidingen van sultan Bayezid I in de Balkan veroorzaakten onrust in Europa. Het koninkrijk Hongarije had nu een grens met het Ottomaanse rijk en vreesde vanuit het zuiden aangevallen te worden. De Republiek Genua en die van Venetië zagen gevaren voor hun positie op de Balkan. Het was met name koning Sigismund die pleitte voor een gezamenlijk Europees militair optreden tegen de Ottomanen. Zijn verzoek en de aanhoudende Byzantijnse steunaanvragen kregen aandacht van enkele West-Europese landen. Er werd uiteindelijk een coalitie gevormd die voor het grootste deel bestond uit Franse troepen en met name uit het Hertogdom Bourgondië, aangevuld met troepen uit Engeland, Italië, Rhodos, Spanje, Schotland, Hongarije, Walachije en Polen. Die ondernamen wat wel de kruistocht van Nicopolis wordt genoemd. Het was de laatste kruistocht van enige omvang in de Middeleeuwen. In de buurt van Nicopolis werd dit leger door Bayezid in 1396 een verpletterende nederlaag toegebracht. Deze overwinning bevestigde de Ottomaanse aanwezigheid in de Balkan.

#### Val van Constantinopel
De elite van Constantinopel zag in de laatste eeuwen het verval steeds meer om zich heen grijpen en veel Byzantijnse kooplieden maar ook intellectuelen, handwerkslieden en kunstenaars vertrokken uit de stad naar welvarender oorden zoals Italië. Constantinopel werd hierdoor langzamerhand steeds meer ontvolkt en verwaarloosd. Hele wijken raakten zelfs verlaten, waarbij de gebouwen werden gesloopt voor hergebruik van de stenen. Op 2 april 1453 begon de sultan Mehmet II met 80.000 man het beleg van de stad. Ondanks een verwoede poging om de stad te behouden, werden de ver in de minderheid zijnde christelijke troepen (ongeveer 7000, onder wie 2000 buitenlandse huurlingen) verslagen en viel Constantinopel na een beleg van twee maanden op 29 mei 1453. De laatste Byzantijnse keizer, Constantijn XI, werd voor het laatst gezien toen hij zijn keizerlijke mantel afwierp en zich in de strijd mengde nadat de muren van zijn stad waren ingenomen.

#### Nasleep

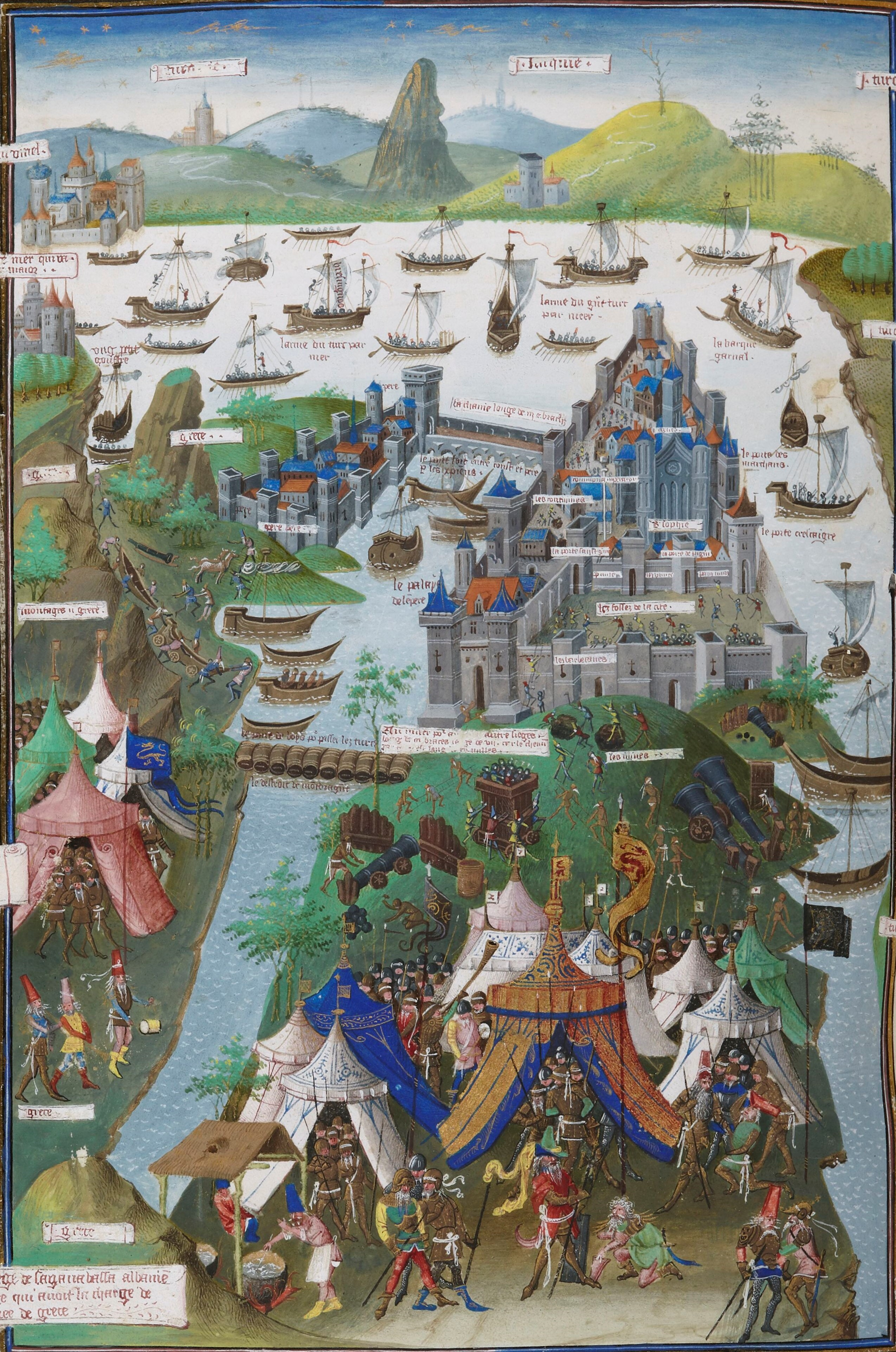
Het beleg van Constantinopel in 1453 volgens een 15e-eeuwse Franse miniatuur.

Mehmet II ging verder met het veroveren van de laatste Griekse ministaten en zo vielen in 1460 Mystras en in 1461 Trebizonde. De neef van de laatste keizer Constantijn XI, Andreas Palaiologos, had de nu symbolische titel van Byzantijns Keizer geërfd en gebruikte deze van 1465 tot zijn dood in 1503. Tegen het einde van de 15e eeuw had het Ottomaanse Rijk een stevige greep op Anatolië en de Balkan gekregen. Mehmet II voerde naast titels als kalief en sultan ook die van Romeins keizer en ook zijn opvolgers zagen zichzelf tot de val van de Ottomanen in het begin van de 20e eeuw als de werkelijke opvolgers van het Byzantijnse Rijk. Ondertussen hadden de Donauvorstendommen veel orthodoxe vluchtelingen opgevangen, waaronder ook leden van de Byzantijnse adel.
Vlak voor zijn dood had Ivan III, groothertog van Moskou, de titel van beschermheer van de Orthodoxe Kerk aangenomen. Hij was met de zus van Andreas, Sophia Palaeologus, getrouwd, wier kleinzoon, Ivan IV, de eerste tsaar van Rusland zou worden. Hun opvolgers hingen de idee aan dat Moskou de echte opvolger was van Rome en Constantinopel. Het idee dat het Russische keizerrijk het Derde Rome was, werd in leven gehouden tot de Russische Revolutie van 1917.

## Cultuur

### Economie
De Byzantijnse economie was eeuwenlang een van de meest geavanceerde in Europa en het Middellandse Zeegebied. Vooral Europa kon tot in de late middeleeuwen bij lange na niet tippen aan de economische macht van de Byzantijnen. Constantinopel was een belangrijke schakel in het handelsnetwerk dat zich in verschillende periodes uitstrekte over bijna heel Eurazië en Noord-Afrika, niet in het minst doordat de stad het westelijke scharnierpunt was in de zijderoute. Er wordt door sommige wetenschappers wel betoogd dat, tot de komst van de Arabieren in de 7e eeuw, het Rijk de grootste en machtigste economie ter wereld had. De veroveringen van de Arabieren zorgden echter voor een ommekeer en luidden een periode van achteruitgang en stagnatie in. De hervormingen van Constantijn V (rond 765) waren het begin van een herstel dat tot 1204 duurde.
Een van de grondvesten van de Byzantijnse economie was de handel. Textiel moet veruit het belangrijkste exportproduct zijn geweest; zijde werd zeker vanuit Egypte geïmporteerd en werd onder andere naar Bulgarije en het Westen geëxporteerd. De staat had de volledige controle over de binnenlandse maar ook de buitenlandse handel en behield zijn monopolie op het uitgeven van munten. De regering had de formele controle over de rentepercentages en reguleerde de gildes en corporaties. De keizer en zijn regering grepen in bij crises om de bevoorrading van de hoofdstad veilig te stellen en de prijs van graan laag te houden. De regering hief ook vaak belasting op winsten en bracht het terug in circulatie door middel van salarissen van ambtenaren of in de vorm van publieke werken.
Van de 10e tot en met de 12e eeuw werd het Byzantijnse Rijk (terecht) geassocieerd met grote luxe en de talloze handelaars, en andere reizigers uit de hele bekende wereld die in die eeuwen Constantinopel aandeden, waren overdonderd na het zien van de rijkdommen in de hoofdstad. Dit alles veranderde na de komst van de Vierde Kruistocht, die een economische ramp was. De hoofdstad werd niet alleen grondig geplunderd maar de Venetianen en Genuezen namen ook de handelsroutes over in de Middellandse en Zwarte zee die ze consolideerden tijdens de periode van het Latijnse keizerrijk. De byzantijnen slaagden er niet meer in, na de herovering van Constantinopel, deze voorheen vitale slagaders van de Byzantijnse economie te controleren. De Paleologen deden wel pogingen de overige economie te stimuleren, maar het Rijk kon geen volledige controle meer krijgen over de buitenlandse noch de binnenlandse economische mechanismen. Geleidelijk verloor het zijn invloed op de handel, de prijsmechanismen en de uitvoer van edelmetalen, en volgens sommigen zelfs de muntslag.

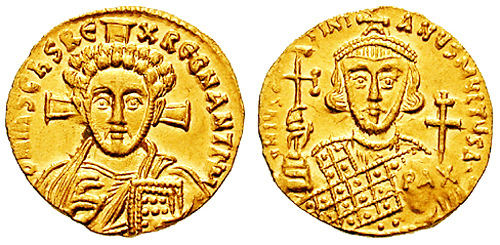
Solidus van Justinianus II, tweede regeerperiode, na 705

### Wetenschap, geneeskunde en rechtspraak

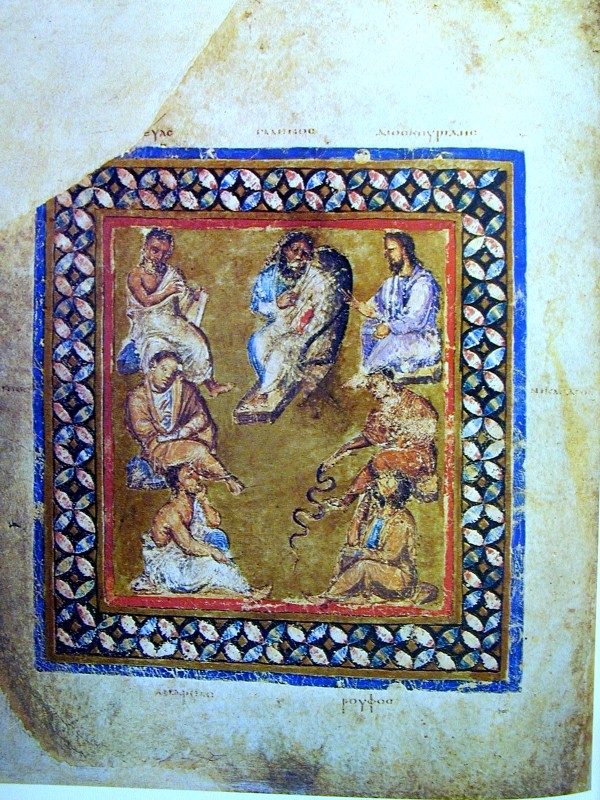
De voorkant van de Weense Dioskurides, waarop zeven beroemde artsen te zien zijn.

De geschriften uit de Klassieke oudheid werden in Byzantium constant bestudeerd. Dat is ook de reden dat de Byzantijnse wetenschap gedurende haar hele bestaan nauw verbonden was met de klassieke filosofie en metafysica. Hoewel de Byzantijnen een enkele keer een belangrijke doorbraak behaalden in de wetenschap of meer praktische disciplines als de architectuur (de constructie van de Hagia Sophia) of in militaire techniek (bijvoorbeeld het beroemde Grieks vuur een vroeg soort vlammenwerper), wisten Byzantijnse geleerden na de 6e eeuw maar weinig nieuwe ontdekkingen te doen in termen van het ontwikkelen van nieuwe theorieën of het uitbreiden van de ideeën van klassieke auteurs.
Gedurende deze periode werden astronomie en wiskunde onderwezen in leerscholen in Constantinopel en in andere grotere Byzantijnse steden zoals Trebizonde; geneeskunde trok echter de aandacht van de meeste geleerden. Weinig bekend is dat Constantinopel al sinds 425 een vroege vorm van een universiteit had, de zogenaamde universiteit van Constantinopel. Deze universiteit was hierdoor bijna 600 jaar ouder dan de eerste universiteiten in Italië. Ze was officieel gesticht door Theodosius II en hij en zijn opvolgers zorgden voor financiële ondersteuning tot in de 15e eeuw Constantinopel viel. Volgens enkele vage verhalen van middeleeuwse Griekse chroniqueurs zou in deze universiteit en bijbehorende bibliotheek een aanzienlijk deel van de bibliotheek van Alexandrie bewaard zijn gebleven.
In het rechtswezen waren het de hervormingen van Justinianus I, bekend als de Codex Justinianus, die een duidelijk effect hadden op de rechtsgeleerdheid in geheel Europa. De latere Ecloga van Leo III beïnvloedde het ontstaan van rechtsinstituten vooral in de Slavische wereld.
In de laatste eeuwen van het rijk waren het Byzantijnse geleerden die, persoonlijk en via geschriften, oud Griekse grammaticale en literaire studies naar Italië brachten.

### Religie

Als een symbool voor de macht van het Patriarchaat van Constantinopel liet Justinianus de Hagia Sophia bouwen die in de zeer korte periode van vier en een half jaar (532-537) werd voltooid.

Volgens Joseph Raya zijn de Byzantijnse cultuur en de Orthodoxe precies dezelfde. Het overleven van het Rijk in het oosten zorgde ervoor dat de keizer een belangrijke rol speelde in de Kerk. De Byzantijnse staat had vanuit vroeger de administratieve en financiële macht over religieuze bezigheden meegekregen en behield deze ook bij de Christelijke Kerk.
De Byzantijnse gedachte dat de keizer een boodschapper van Jezus was, werd de wereld in gestuurd door Eusebius van Caesarea. De rol van de keizer was vooral het overbrengen van het christendom op heidenen en het zorgen voor de administratie en financiën van de religie. De keizerlijke rol werd echter nooit via wetten vastgelegd.
Met de neergang van Rome en de verdeeldheid in de andere oostelijke patriarchaten werd de Kerk van Constantinopel, van de 6e tot en met de 11e eeuw, het allerrijkste en had ze de meeste invloed van allemaal. Zelfs toen het Rijk bijna was verwoest had de Kerk nog nooit zoveel invloed gehad zowel binnen als buiten de keizerlijke grenzen. Zoals Georg Ostrogorsky verwoordde:
Het patriarchaat van Constantinopel bleef het middelpunt van de Orthodoxe wereld, met ondergeschikte Stoelen en aartsbisschoppen in Anatolië, de Balkan, nu verloren Byzantijnse gebieden, de Kaukasus, Rusland en Litouwen. De Kerk bleef het stabielste element in het Byzantijnse Rijk.

#### Kloosters
Met name in de 9e en 10e eeuw ontstonden er relatief veel monnikengemeenschappen en dichtbevolkte kloosternederzettingen op heilige bergen. De berg Athos op het Griekse schiereiland Chalkidice, met haar meerdere kenmerkende Byzantijnse kloosters is daar heden ten dage een van de bekendste voorbeelden van. Deze kloosters betreffen veelal kloosterburchten met hoge weerbare muren en toren, waarvan de plattegrond uitsluitend door de topografie van het landschap wordt bepaald. Zo zijn er vele Byzantijnse kloosters gelegen op ogenschijnlijk onherbergzaam terrein zoals steile hellingen of hoge rotspunten. Dit in tegenstelling tot kloosters in het Westen van Europa, met een doelmatige, gestructureerde eenheid van kerk, kruisgang en gemeenschapsruimten, zonder weerbare muren, die op plattegrond onder rechte hoeken met elkaar in verbinding staan. Hoewel Byzantijnse kloosters nimmer hetzelfde ontwerp hebben, bezitten zij wel bijna altijd een binnenhof met een vrijstaande kerk, gericht op het oosten, het zogeheten ‘katholikon’, en een ‘trapeza’, oftewel: een gemeenschappelijke eetruimte.

### Kunst en literatuur
De Byzantijnse kunst is vrijwel volkomen gericht op religie. Byzantijnse kunst werd via handel en veroveringen naar Italië en Sicilië gebracht, waar ze in licht gewijzigde vorm tot de 12e eeuw standhield en een belangrijke bijdrage leverde aan de kunst van de Italiaanse renaissance. Via de uitbreiding van de Orthodoxe kerk beïnvloedden de Byzantijnen ook de Oost-Europese kunst, met name die van Rusland. Invloeden van de Byzantijnse architectuur, vooral in religieuze gebouwen, zijn terug te vinden van Egypte en Arabië tot Rusland en Roemenië.
De Byzantijnse literatuur kan verdeeld worden in vier verschillende culturele elementen: de Griekse, de christelijke, de Romeinse en de oosterse. Het wordt ook vaak in vijf verschillende groepen verdeeld: historische en analytische werken, encyclopedieën en essays, en seculiere poëzie. De overige twee groepen zijn de ecclesiastische en theologische stukken en volkspoëzie. Van de twee- à drieduizend Byzantijnse boeken die bewaard zijn gebleven gaan slechts 330 over seculaire poëzie, geschiedenis, wetenschap en pseudowetenschap. Hoewel de bloeiperiode van de seculiere literatuur rond de 9e tot de 12e eeuw ligt, werd de religieuze literatuur veel eerder ontwikkeld.

### Regering en het bestuursapparaat
De Byzantijnse keizer was een absolute vorst en hij werd beschouwd als iemand die was aangewezen door God. Tegen het einde van de 8e eeuw werd het bestuursapparaat aan het hof grondig hervormd waarvan het themata systeem het belangrijkste was. Een thema was een gebied waarin één persoon, de strategos, de macht had over militaire en civiele zaken.
Hoewel het woord Byzantijns vaak in negatieve zin werd gebruikt in de betekenis van een overgereglementeerde, corrupte en versteende bureaucratie was het Byzantijnse bestuursapparaat in staat om zichzelf te hervormen wanneer de situatie in het Rijk daarom vroeg. Het Byzantijnse systeem maakte gebruik van titels en predicaten waarmee de rang werd aangegeven en waardoor het keizerlijke bestuursapparaat zeer geordend overkomt op hedendaagse onderzoekers. Ambtenaren waren strikt geordend om de keizer heen en alleen de keizer kon hen promoveren. Hoewel er administratieve banen waren, lag de uiteindelijke macht toch bij individuen in plaats van departementen. In de achtste en 9e eeuw was de makkelijkste weg naar een aristocratenstatus via het bestuursapparaat, maar vanaf de 9e eeuw kwam de civiele aristocratie in conflict met de adellijke aristocraten. Volgens sommige studies naar de Byzantijnse overheid werd de politiek van de 11e eeuw gedomineerd door de rivaliteit tussen de civiele en militaire aristocratie. Gedurende deze periode zorgde Alexios I Komnenos voor enkele hervormingen, onder andere het opzetten van nieuwe predicaten en departementen.

### Diplomatie

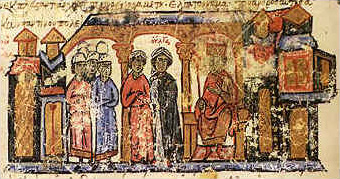
Olga van Kiev, heerser van het Kievse Rijk, samen met haar escort in Constantinopel. (Madrid Skylitzes, Biblioteca Nacional de España, Madrid)

Na de val van Rome was het belangrijk dat het Byzantijnse Rijk relaties onderhield met zijn vele buren. Wanneer deze landen een formeel politiek instituut wilden opzetten waren ze daarvoor afhankelijk van Constantinopel. De Byzantijnse diplomatie wist de omringende landen in een netwerk te krijgen van internationale relaties. Dit netwerk draaide om het sluiten van verdragen, het verwelkomen van de nieuwe heerser in de familie der koningen en het overnemen van de Byzantijnse cultuur, waarden en instituten. De Byzantijnen zagen diplomatie als een vorm van oorlog voeren, maar dan met andere middelen. Het Skrinion Barbaron (Bureau der Barbaren) was de eerste inlichtingendienst ter wereld en verzamelde informatie over de vijanden van het rijk van elk denkbare bron.
De Byzantijnen maakten gebruiken van een aantal diplomatieke vaardigheden. Zo bleven ambassades een aantal jaren in de hoofdstad of werd een lid van een andere Koninklijke Huis uitgenodigd om een tijd in Constantinopel door te brengen, niet alleen als een mogelijke gijzelaar, maar ook om hem te kunnen gebruiken wanneer de politieke omstandigheden van zijn plaats van herkomst veranderden. Een andere tactiek die vaak werd gebruikt was om de bezoekers te overweldigen met luxe. Volgens Dimitri Obolensky was het behoud van beschaving in Oost-Europa grotendeels te danken aan de deskundigheid en vindingrijkheid van de Byzantijnse diplomaten, die een blijvende bijdrage hebben geleverd aan de geschiedenis van Europa.

### Taal
Aangezien het Rijk een voortzetting was van het Romeinse Rijk was het Latijn de officiële taal van het ambtelijke apparaat en het keizerlijke hof. Dit bleef zo tot de Herakliden in de 7e eeuw, toen het werd vervangen door het Grieks (volgens sommige historici was dit het echte begin van het Byzantijnse Rijk). Zodoende werd het Grieks steeds meer gebruikt in alle lagen van de bevolking. Maar zelfs daarna werd het Latijn nog regelmatig bij ceremoniële gebeurtenissen gebruikt. Zo werden de laatste munten met een Latijnse inscriptie in de 11e eeuw geslagen, en vulgair Latijn werd door minderheden in het hele Rijk nog steeds gesproken (wellicht de voorloper van het Vlach en de Balkanromaanse talen) zoals in het latere Roemenië.
Met uitzondering van het keizerlijke hof was het Koinè-Grieks echter al ver voor de val van Rome eeuwenlang de voornaamste taal in de oostelijke Romeinse provincies (Oost-Romeinse Rijk) geweest. Dit was de erfenis van het hellenisme toen na de verovering van het Achaemenidishe Rijk (Eerste Perzische Rijk) door Alexander de Grote Koinè-Grieks de algemene taal van handel en cultuur werd in het oostelijke Middellandse Zeegebied en zelfs ver daarbuiten. Ook nam het opkomende Rome een groot deel van de Hellenistische cultuur over toen deze de Griekse steden in Zuid-Italië (ook bekend als Groot-Griekenland) en later de diadochenrijken veroverde. In de tijd van het keizerrijk was de Romeinse elite tweetalig. Deze sprak Latijn en Grieks en men werd dan pas beschaafd bevonden als men deze twee talen beheerste. Het Grieks was zelfs al vroeg in het Romeinse Rijk de taal van de Kerk, de wetenschap en de kunsten geweest, het Grieks was ook nog steeds de lingua franca voor de handel tussen de provincies en met andere landen. Een tijd lang was er sprake van tweetaligheid binnen het Grieks waarbij het Koinè de alledaagse taal was en een variant op het Attisch werd gebruikt in de literatuur. Het Koinè veranderde langzaam maar zeker in het Byzantijns Grieks, het standaard dialect van het Rijk.
Er bestonden echter veel meer talen in het multi-etnische Rijk en sommige hiervan kregen een beperkte officiële status in hun provincies. Aan het begin van de middeleeuwen werden het Syrisch en Aramees het meeste gebruikt door de welgeschoolde klassen in de uiterst oostelijke provincies. Koptisch, Armeens en Georgisch werden belangrijk bij de welgeschoolde klassen in respectievelijk Egypte, Armenië en Georgië. Door contacten met de Slaven, Vlachen en de Arabieren werden het Slavisch, Vlachs en Arabisch belangrijke talen in het Rijk in zijn invloedssfeer.
Buiten deze talen die in grote gebieden werden gesproken waren er nog de handelssteden, zoals Constantinopel, waar bijna elke taal uit de middeleeuwen op een bepaald punt in de geschiedenis werd gesproken, zelfs Chinees door Chinese reizigers die de stad via onder andere de zijderoute bereikten. Zodra de neergang van het Rijk begon en steeds minder bezocht werd door buitenlanders werden de bewoners steeds meer cultureel verbonden en werd het Grieks een synoniem voor hun identiteit en religie.

### Byzantijns erfgoed
Byzantium beschermde als enige stabiele en langdurige staat in Europa gedurende de middeleeuwen West-Europa voor de verwoestingen die door de strijdmachten uit het oosten werden aangericht. Het Byzantijnse Rijk schermde de rest van Europa af terwijl het zelf constant werd aangevallen door Perzen, Arabieren, Seltsjoeken en de Ottomanen. De Byzantijns-Arabische oorlogen worden bijvoorbeeld door sommige historici gezien als een belangrijke factor voor de opkomst van Karel de Grote en een grote stimulans voor het feodalisme en de economie van West-Europa. Ook bewaarde de Byzantijnen de kennis uit de oudheid waardoor deze doorgegeven kon worden, waarmee het Byzantijnse Rijk een belangrijke pijler was voor de Renaissance. Maar de invloed was niet alleen groot op Europa, maar ook op het Midden-Oosten. Zo namen de Arabieren het gebruik van koepels over en gebruikten ze in hun moskeeën. De oudste islamitische bouwwerken zoals de grote moskee van Damascus en de Al-Aqsamoskee in Jeruzalem zijn onmiskenbaar Byzantijns van stijl omdat de jonge islamitische rijken toen veelal de hulp van Byzantijnse architecten en bouwvakkers zochten voor monumentale bouwwerken. In de hele verdere middeleeuwen waren veel architecten, kunstenaars, artsen en geleerden aan Islamitische hoven van Byzantijnse afkomst. De latere Ottomanen namen zelfs vrijwel de gehele staatsorganisatie over.
Eeuwenlang werd de term Byzantijns door Westerse historici gebruikt als een voorbeeld van decadente politiek en ingewikkelde bureaucratie en werd de Byzantijnse beschaving en haar erfgoed in Zuidoost Europa als negatief ervaren. De Byzantijnse cultuur, religie, politiek en filosofisch werden als tegenpool van het Westen beschouwd. Evenzo werd tot de 20e eeuw de term oosters, in de context van oosterse en westerse cultuur, gebruikt voor culturen die sterk waren beïnvloed door het Byzantijnse Rijk (de Arabieren en Ottomanen werden hier ook enigszins mee bedoeld). Het slechte imago van de term in West-Europa was een van de redenen voor de Grieken om de nieuwe Griekse staat Griekenland te noemen en niet Byzantium. Hiermee grepen ze terug op het hellenisme en konden ze rekenen op steun van onder meer Groot-Brittannië en Frankrijk. Vanaf de 20e, 21e eeuw wordt er echter minder vooringenomen naar het Rijk gekeken waardoor het meer tot zijn recht komt en de invloeden op het Westen worden erkend. Als gevolg hiervan heeft het complexe karakter van de Byzantijnse cultuur steeds meer aandacht gekregen en wordt het objectiever behandeld dan voorheen en zelfs steeds meer gewaardeerd en bewonderd.

## Discussiepunten

### Naamgeving
Het begrip Byzantijnse Rijk is de benaming voor het oostelijk deel van het Romeinse Rijk die door moderne historici is bedacht om het klassieke Romeinse rijk van het middeleeuwse te kunnen onderscheiden. De term Byzantijns komt van de oude benaming voor Constantinopel, Byzantium. Byzantium was een voormalige Griekse kolonie en nadat het de hoofdstad van het Oost-Romeinse Rijk was geworden onder Constantijn, werd het omgedoopt tot Constantinopel. Vanaf die tijd werd nog zelden gesproken over Byzantium, met uitzondering van historische en poëtische geschriften. De term werd voor het eerst in 1557 door Hieronymus Wolf gebruikt in zijn werk Corpus Historiæ Byzantinæ. Lange tijd was de term vooral populair onder Franse auteurs. Vanaf de geboorte van de huidige Griekse staat werd de term Byzantijns door de gehele westerse wereld overgenomen.
De inwoners van dit rijk zagen zichzelf echter als Romeinen en dus niet als Byzantijnen. Gedurende het ruim duizendjarige bestaan stond het rijk eenvoudigweg bekend als Het Romeinse Rijk. Ook omringende landen en rijken (zoals de Perzen, Arabieren, Europeanen en Russen) noemden het Romeins, en het werd als een grote belediging beschouwd om het rijk Grieks te noemen, omdat dat stond voor heidens. De taal en cultuur (behalve de christelijke godsdienst) was echter in feite toch Grieks en overgenomen van de hellenistische koninkrijken die heersten rond de oostelijke Middellandse Zee en in Zuid-Italië vóór de Romeinse verovering van deze gebieden. Latijn bleef echter de ambtelijke taal tot 610 toen het Grieks ook de officiële taal van het hof werd.

### Begin en einde van het Rijk
Naast de sinds de 19e eeuw gemeengoed geworden benaming Byzantijnse Rijk, staat het Rijk ook bekend als het Oost-Romeinse Rijk, hoewel deze naam meestal alleen gebruikt wordt wanneer er wordt gesproken over het Rijk voor de val van het West-Romeinse Rijk in 476. Voor de mensen van die tijd was het Rijk gewoon een Griekse voortzetting van het Romeinse Rijk. De verschuiving van de macht naar het oosten maakte dat het Latijn ondergeschikt raakte aan het Grieks. De inwoners van het Byzantijnse Rijk zagen zichzelf ook als Romeinen en de keizers waren ook een continue opvolging van de Romeinse keizers. Het is daarom moeilijk te zeggen wanneer het Byzantijnse Rijk precies begon. Tegenwoordig wordt de Romeinse keizer Constantijn I (306-337) als eerste Byzantijnse Keizer beschouwd. Hij stichtte Constantinopel als "Nieuw Rome" in 330 en verplaatste de Romeinse hoofdstad van Rome naar Constantinopel.
Anderen menen dat het Rijk begon met Theodosius I (379-395) toen het christendom de overhand kreeg ten koste van de Romeinse religie. Ook het jaar 395 wordt als beginjaar naar voren geschoven omdat na de dood van Theodosius I de scheiding tussen oost en west permanent werd. Anderen menen dat het pas in 476 was dat het Byzantijnse Rijk ontstond, in dat jaar werd de laatste West-Romeinse keizer afgezet, waardoor alleen het Oost-Romeinse Rijk nog over was. Hoe dan ook, het was een geleidelijk proces dat al voor 330 in gang was gezet. Al voor die tijd werd de Griekse cultuur steeds belangrijker, met name door de rijkdommen die zich in het oosten bevonden. Ook het christendom was al lange tijd aan populariteit aan het winnen. Onder keizer Herakleios (610-641) werd het Latijn door het Grieks vervangen. We spreken sinds die tijd ook van het Griekse Byzantijnse rijk.
Dan bestaat er ook nog een groep die van mening is dat de veronderstelde verschillen tussen het Romeinse en Byzantijnse Rijk kunstmatig zijn. In de loop der tijd heeft iedere staat en/of cultuur zich geleidelijk aangepast aan veranderende omstandigheden en invloeden van interne en externe aard. Zo evolueerde ook het Romeinse Rijk tot het Byzantijnse Rijk, zonder dat je kunt zeggen dat op het ene moment het Romeinse tijdperk ophield en het Byzantijnse begon. Zie ook in vergelijking de verschillen tussen het Romeins Koninkrijk, de Romeinse Republiek en het Romeinse Keizerrijk. Deze groep zegt dan ook dat het Romeinse Rijk van 753 v.Chr. tot 1453 heeft geduurd.
Over het einde van het Rijk is minder discussie. Algemeen wordt de Val van Constantinopel in 1453 als het einde gezien, hoewel de Grieken nog wel enkele kleine gebieden in handen hadden totdat Mystras in 1460 in Ottomaanse handen viel en het Pontische Trebizonde in 1461.

### Opvolgers van het Byzantijnse Rijk
Zowel Rusland als Griekenland claimen opvolger van het Byzantijnse Rijk te zijn. De Russische tsaren en de Ottomaanse sultans zagen zich als opvolgers van de Byzantijnse en Romeinse keizers.

#### Rusland als opvolger
Na de Val van Constantinopel in 1453 beschouwden de Russische tsaren zich als de wettelijke opvolgers van het Oost-Romeinse/Byzantijnse Rijk, onder meer wegens de dynastieke banden met de Byzantijnse aristocratie, en als beschermers van de Oosters-Orthodoxe Kerk. Ze beschouwden Moskou als het Derde Rome.

#### Griekenland als opvolger
Het huidige Griekenland (Ελλάδα) is volgens sommigen de enige rechtstreekse erfgenaam van het Byzantijnse Rijk. Na de onafhankelijkheidsstrijd tegen de Turken vanaf 1821 verkozen de Grieken echter om hun land niet Byzantijns of Romeins te noemen, en wel om twee redenen:
- Ten eerste bleef de vroegere Byzantijnse hoofdstad Constantinopel onder Turkse heerschappij.
- Ten tweede kozen ze voor de naam Ελλάδα (Hellas) uit strategische redenen, om op steun te kunnen rekenen van het Westen. In de 19e eeuw was er in het Westen immers een grote belangstelling voor de Griekse wereld van de Klassieke Oudheid, terwijl het 'middeleeuwse' Byzantijnse Rijk eerder onbekend en dus onbemind was.

#### Ottomaanse Rijk als opvolger
Hoewel hij geen christen was, zag de Ottomaanse sultan Mehmet II zich ook als nieuwe Romeinse keizer. In zijn ogen was de islam niet tegenstrijdig met het christendom, maar een vervolmaking ervan. Mehmet II liet zich "Romeins keizer" noemen en probeerde Romeins gebied zoals Italië te veroveren (Otranto kwam onder Ottomaans bewind in 1480) om zodoende het Romeinse Rijk weer te herenigen. Hoewel hij in het begin successen boekte, liep de tocht uiteindelijk uit op een mislukking. Daarna waren de Ottomaanse sultans een stuk spaarzamer met het gebruik van de Romeinse keizerstitel.

### Primaire bronnen
- Anna Komnene. The Alexiad vertaald door Elizabeth A. S. Dawes. Medieval Sourcebook, "Books X-XIII". Gearchiveerd op 20 juni 2014. Geraadpleegd op 7 juni 2023.
- Choniates, Nicetas (1912). Translations and Reprints from the Original Sources of European History by D.C. Munro (Series 1, Vol 3:1). University of Pennsylvania Press, Philadelphia, "The Sack of Constantinople (1204)", 15–16.
- Eusebius. Life of Constantine (Book IV). Christian Classics Ethereal Library. Gearchiveerd op 13 oktober 2021.
- Godfried van Villehardouin (1963). Chronicles of the Crusades (vertaald door Margaret R. Shaw). Penguin Classics, "The Conquest of Constantinople". ISBN 0-140-44124-7.
- Innocentius III (1993). Die Register Innocenz' III. 5: 5. Pontifikatsjahr, 1202/1203, Texte. Publikationen des Historischen Instituts beim Österreichischen Kulturinstitut in Rom, Wien: Verlag der Österreichischen Akademie der Wissenschaften.
- Innocentius III (1995). Die Register Innocenz' III. 6: 6. Pontifikatsjahr, 1202/1203, Texte. Publikationen des Historischen Instituts beim Österreichischen Kulturinstitut in Rom, Wien: Verlag der Österreichischen Akademie der Wissenschaften.
- Procopius (1935). Secret History (vertaald door H. B. Dewing). Loeb Classical Library. Gearchiveerd op 7 juni 2023.

### Secundaire bronnen
- Alemany, Agustí (2000). Sources on the Alans: A Critical Compilation. BRILL, "Byzantine Sources". ISBN 9-004-11442-4.
- Anastos, Milton V. (1962). The History of Byzantine Science. Report on the Dumbarton Oaks Symposium of 1961. Dumbarton Oaks Papers 16: 409-411. ISSN: 0070-7546. DOI: 10.2307/1291170. Geraadpleegd op 27 mei 2007.
- Angelov, Dimiter G. (2001). The Making of Byzantinism (pdf).  Gearchiveerd van origineel op 21 februari 2006. Geraadpleegd op 07-06-2007. , pagina's 1-10
- Angold, Michael (1997). The Byzantine Empire, 1025-1204. Longman. ISBN 0-582-29468-1.
- Antonucci, Michael (1993). War by Other Means: The Legacy of Byzantium. History Today 43 (2): 11-13. ISSN: 0018-2753. Geraadpleegd op 21 mei 2007.
- Baynes, Norman H. (1912). The restoration of the Cross at Jerusalem. The English Historical Review 27 (106): 287-299. ISSN: 0013-8266.
- Birkenmeier, John W. (2002). The Development of the Komnenian Army: 1081–1180. Brill Academic Publishers, "The Campaigns of Manuel I Komnenos". ISBN 9-004-11710-5.
- Brooke, Zachary Nugent (2004). A History of Europe, from 911 to 1198. Routledge (UK), "East and West:1155–1198". ISBN 0-415-22126-9.
- Bury, John Bagnell (1923). History of the Later Roman Empire. Macmillan & Co., Ltd.. Gearchiveerd op 7 juni 2023.
- "Byzantine Art". Encyclopaedia Britannica (2002).
- "Byzantine Empire". Encyclopaedia Britannica (2002).
- "Byzantine Literature". Catholic Encyclopedia (1908). Gearchiveerd op 7 juni 2021.
- Cameron, Averil (1979). Images of authority: elites and icons in late sixth-century Byzantium. Past and Present 84: 3-35.
- Cameron, Averil (1992). The Byzantine and Islamic Early Near East I: Problems in the Literary Source Material. Darwin Press, "New themes and styles in Greek literature, 7th and 8th centuries". ISBN 0878500804.
- Chrysos, Evangelos (1992). Byzantine Diplomacy: Papers from the Twenty-Fourth Spring Symposium of Byzantine Studies, Cambridge, March 1990 (Society for the Promotion of Byzant). Variorum, "Byzantine Diplomacy, AD 300–800: Means and End". ISBN 0-860-78338-3.
- Day, Gerald W.. Manuel and the Genoese: A Reappraisal of Byzantine Commercial Policy in the Late Twelfth Century. The Journal of Economic History 37 (2): 289-301. Geraadpleegd op 22 september 2007.
- Diehl, Charles, Manuel I Comnenus (AD 1143–1180). Byzantium, An Introduction to East Roman Civilization. Myriobiblos - Library. Gearchiveerd op 9 januari 2007. Geraadpleegd op 18 mei 2007.
- Esler, Philip Francis (2000). The Early Christian World. Routledge, "Constantine and the Empire". ISBN 0-415-33312-1.
- Evans, James Allan, Justinian (AD 527–565). Online Encyclopedia of Roman Emperors. Gearchiveerd op 28 mei 2007. Geraadpleegd op 19 mei 2007.
- Fenner, Julian, To What Extent Were Economic Factors to Blame for the Deterioration of the Roman Empire in the Third Century A.D?. The Romans. Gearchiveerd op 1 juni 2007. Geraadpleegd op 25 mei 2007.
- Foss, Clive (1975). The Persians in Asia Minor and the End of Antiquity. The English Historical Review 90: 721-47.
- Fox, Clifton R, What, if Anything, Is a Byzantine. Online Encyclopedia of Roman Emperors. Gearchiveerd op 16 juni 2007. Geraadpleegd op 25 mei 2007.
- Garland, Lynda (1999). Byzantine Empresses: Women and Power in Byzantium, AD 527–1204. Routledge. ISBN 0415146887.
- Garland, Linda (2006). Byzantine Women: Varieties of Experience 800–1200. Ashgate Publishing, Ltd., "Middle Byzantine Family Values and Anna Komnene's Alexiad". ISBN 0-754-65737-X.
- Gibbon, Edward (1906). The Decline and Fall of the Roman Empire (Volumes II, III, and IX). Fred de Fau and Co., New York. Gearchiveerd op 13 april 2020. Geraadpleegd op 29 februari 2008.
- Grabar, André (1984). L'iconoclasme Byzantin: le dossier archéologique. Flammarion. ISBN 2-08-081634-9.
- Haldon, John (2002). Byzantium: A History. Tempus. ISBN 0-7524-2343-6.
- Haldon, John (1997). Byzantium in the seventh century: the transformation of a culture. Cambridge. ISBN 0-521-31917-X.
- Haldon, John (2003). Byzantium at War 600 - 1453. Routledge. ISBN 0-415-96861-5.
- Haldon, John (2004). The Byzantine and Early Islamic Near East VI: Elites old and new in the Byzantine and early Islamic Near East. Darwin Press, "The fate of the late Roman senatorial elite: extinction or transformation?". ISBN 0-87850-144-4.
- Harris, Jonathan (2003). Byzantium and the Crusades. Hambledon and London. ISBN 1-85285-298-4. Gearchiveerd op 16 oktober 2021.
- Harvey, Alan (1989). Economic Expansion in the Byzantine Empire, 900–1200. Cambridge University Press. ISBN 0-521-37151-1.
- (el) "Hellas, Byzantium". Encyclopaedia The Helios (1952).
- Herrin, Judith (2007). Byzantium: The Surprising Life of a Medieval Empire. Princeton University Press. ISBN 0691131511. Gearchiveerd op 8 maart 2021.
- Hooker, Richard, The Byzantine Empire. Gearchiveerd op 26 juni 2007. Geraadpleegd op 07-06-2007.
- Jenkins, Romilly (1987). Byzantium: The ImperialCenturies, AD 610–1071. University of Toronto Press. ISBN 0-802-06667-4.
- "John II Komnenos". Encyclopaedia Britannica (2002).
- Kaegi, Walter Emil (2003). Heraclius, Emperor of Byzantium. Cambridge. ISBN 0521814596.
- Kean, Roger Michael (2005). Forgotten Power. Thalamus Publishing. ISBN 1-902-88607-0.
- Kitzinger, Ernst (1976). The Art of Byzantium and the Medieval West: Selected Studies. Indiana University, "Byzantine Art in the Period between Justinian and Iconoclasm". ISBN 0-253-31055-5.
- (el) Kountoura-Galake, Eleonora (1996). The Byzantine Clergy and the Society of "Dark Ages". Institute of Byzantine Research. ISBN 9-789-60709-446-9.
- Laiou, Angeliki E. (2002). The Economic History of Byzantium (Volume 2). Dumbarton Oaks, "Exchange and Trade, Seventh-Twelfth Centuries". Gearchiveerd op 18 februari 2012.
- Laiou, Angeliki E. (2002). The Economic History of Byzantium (Volume 1). Dumbarton Oaks, "Writing the Economic History of Byzantium". Gearchiveerd op 13 april 2009.
- Louth, Andrew (2005). The New Cambridge Medieval History (Volume I). Cambridge University Press, "The Byzantine Empire in the Seventh Century". ISBN 0-521-36291-1.
- Madden, Thomas F. (2005). Crusades: The Illustrated History. University of Michigan Press. ISBN 0-472-03127-9.
- Magdalino, Paul (2002). The Economic History of Byzantium (Volume 2). Dumbarton Oaks, "Medieval Constantinople: Built Environment and Urban Development". Gearchiveerd op 13 april 2009.
- Magdalino, Paul (2002). The Empire of Manuel I Komnenos, 1143–1180. Cambridge University Press. ISBN 0-521-52653-1.
- Mango, Cyril (1980). Byzantium: The Empire of the New Rome. Phoenix Press. ISBN 1-89880-044-8.
- Markham, Paul, The Battle of Manzikert: Military Disaster or Political Failure?. Gearchiveerd op 13 mei 2007. Geraadpleegd op 19 mei 2007.
- Matschke, Klaus-Peter (2002). The Economic History of Byzantium (Volume 2). Dumbarton Oaks, "Commerce, Trade, Markets, and Money: Thirteenth-Fifteenth Centuries". Gearchiveerd op 13 april 2009.
- Meyendorff, John (1982). The Byzantine Legacy in the Orthodox Church. St Vladimir's Seminary Press. ISBN 0-913-83690-7.
- Moravcsik, Gyula (1970). Byzantium and the Magyars. Hakkert.
- Mousourakis, George (2003). The Historical and Institutional Context of Roman Law. Ashgate Publishing, Ltd., "The Dominate". ISBN 0-754-62114-6.
- Nathan, Geoffrey S., Roman Emperors: Theodosius II. Gearchiveerd op 30 december 2006. Geraadpleegd op 10-01-2007.
- Neumann, Iver. B. (August 2006). Sublime Diplomacy: Byzantine, Early Modern, Contemporary (pdf). Millennium: Journal of International Studies 34 (3): 865–888. ISSN: 1569-2981.  Gearchiveerd van origineel op 14 juni 2007. Geraadpleegd op 21 mei 2007.
- Neubecker, Ottfried (1997). Heraldry: Sources, Symbols and Meaning. Time Warner Books UK. ISBN 0-316-64141-3.
- Neville, Leonora (2004). Authority in Byzantine Provincial Society, 950–1100. Cambridge University Press, "Imperial Administration and Byzantine Political Culture". ISBN 0-521-83865-7.
- Norwich, John Julius (1998). A Short History of Byzantium. Penguin. ISBN 0-14-025960-0.
- Obolensky, Dimitri (1994). Byzantium and the Slavs. St Vladimir's Seminary Press, "The Principles and Methods of Byzantine Diplomacy". ISBN 0-881-41008-X. Gearchiveerd op 16 oktober 2021.
- Ostrogorsky, Georg (1969). History of the Byzantine State. New Brunswick (NJ). ISBN 0-8135-1198-4.
- (el) Paparrigopoulos, Constantine, Karolidis, Pavlos (1925). History of the Hellenic Nation (Volume Db). Eleftheroudakis.
- Parry, Kenneth (1996). Depicting the Word: Byzantine Iconophile Thought of the Eighth and Ninth Centuries. Brill Academic Publishers, "Historical Introduction". ISBN 9-004-10502-6.
- Raya, Joseph, The Byzantine Church and Culture. Gearchiveerd op 26 juni 2007. Geraadpleegd op 02-06-2007.
- Read, Piers Paul (2003—English edition 1999). The Templars (vertaald naar het Grieks door G. Kousounelou). Enalios. ISBN 960-536-143-4.
- Reinert, Stephen W. (2002). The Oxford History of Byzantium. Oxford University Press, "Fragmentation (1204-1453)". ISBN 0-19814-098-3.
- Robins, Robert Henry (1993). The Byzantine Grammarians: Their Place in History. Walter de Gruyter. ISBN 3-110-13574-4.
- Romein, Jan (1928). Byzantium. Geschiedkundig overzicht van staat en beschaving in het Oost-Romeinsche Rijk. Tjeenk Willink.
- Runciman, Steven (1982). The Medieval Manichee: A Study of the Christian Dualist Heresy. Cambridge University Press, "The Bogomils". ISBN 0-521-28926-2.
- Runciman, Steven (1990). The Fall of Constantinople, 1453. Cambridge University Press. ISBN 0-521-39832-0.
- Ryan, Herbert J. (1993). The College Student's Introduction to Theology. Liturgical Press, "The Church in History". ISBN 0-814-65841-5.
- Sedlar, Jean W. (1994). East Central Europe in the Middle Ages, 1000–1500. University of Washington Press, "Foreign Affairs". ISBN 0-295-97290-4.
- Seton-Watson, Hugh (1967). The Russian Empire, 1801-1917. Oxford University Press, "The Church". ISBN 0-198-22152-5.
- Shahid, Irfan (1972). The Iranian factor in Byzantium during the reign of Heraclius. Dumbarton Oaks Papers 26: 293-320.
- Speck, Paul (1984). Varia 1 (Poikila Byzantina 4). Rudolf Halbelt, "Ikonoklasmus und die Anfänge der Makedonischen Renaissance", pp. 175-210.
- Stone, Andrew, John II Komnenos (AD 1118–1143). Online Encyclopedia of Roman Emperors. Gearchiveerd op 13 maart 2007. Geraadpleegd op 18 mei 2007.
- Stone, Andrew, Manuel I Komnenos (AD 1143–1180). Online Encyclopedia of Roman Emperors. Gearchiveerd op 12 maart 2007. Geraadpleegd op 05-02-2007.
- "Siege of Zara". Encyclopaedia Britannica Concise. Gearchiveerd op 6 juli 2007. Geraadpleegd op 18 mei 2007.
- Tatakes, Vasileios N., Moutafakis, Nicholas J. (2003). Byzantine Philosophy. Hackett Publishing. ISBN 0-872-20563-0.
- "The Fourth Crusade and the Latin Empire of Constantinople". Encyclopaedia Britannica (2002).
- Treadgold, Warren (1997). A History of the Byzantine State and Society. Stanford University Press. ISBN 0-804-72630-2.
- Treadgold, Warren (1991). The Byzantine Revival, 780-842. Stanford University Press. ISBN 0-804-71896-2.
- Troianos, Spyros, Velissaropoulou-Karakosta, Julia (1997). History of Law. Ant.N. Sakkoulas Publishers, "Byzantine Law". ISBN 9-602-32594-1.
- Vasiliev, Alexander Alexandrovich (1928–1935). History of the Byzantine Empire, "Byzantium and the Crusades". Gearchiveerd op 7 mei 2021.
- Watson, Bruce Allen (1993). Sieges: A Comparative Study. Praeger/Greenwood, "Jerusalem 1099". ISBN 0-275-94034-9.